# Liste der Straßen und Plätze in Berlin-Marzahn

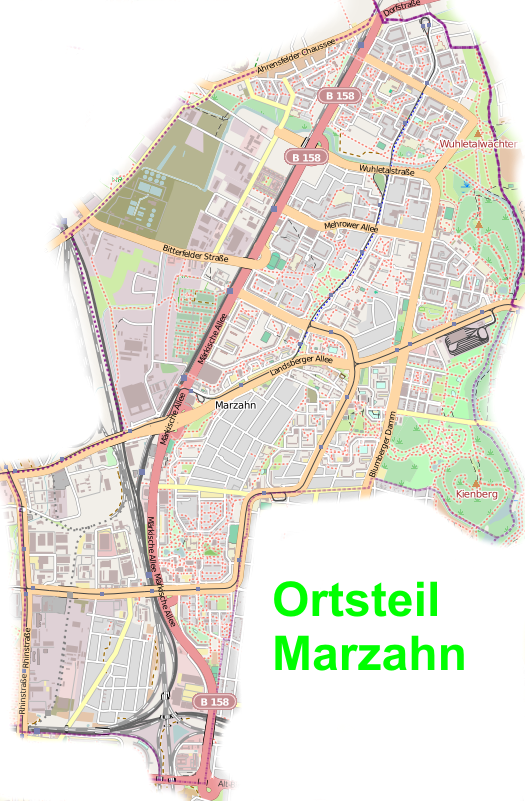
Karte von Berlin-Marzahn
(aus: OpenStreetMap)

Die Liste der Straßen und Plätze in Berlin-Marzahn beschreibt das Straßensystem im Berliner Ortsteil Marzahn mit den entsprechenden historischen Bezügen. Gleichzeitig ist diese Zusammenstellung eine der Listen aller Berliner Straßen und Plätze.

## Überblick
Der heutige Ortsteil untergliedert sich in drei Grundbereiche, das sind das alte Angerdorf Marzahn aus der ersten Hälfte des 13. Jahrhunderts, drei Kolonistensiedlungen aus dem 19. und beginnenden 20. Jahrhundert sowie die ab den 1970er Jahren hauptsächlich auf ehemaligen landwirtschaftlichen Flächen und Rieselfeldern entstandenen Neubaugebiete. Ein kleiner Teil dieser Gebiete entstand auf Gelände, das damals nicht zur Stadt Berlin gehörte und nachträglich eingemeindet wurde.
Der Ortsteil wird durch die Landsberger Allee in West-Ost-Richtung durchschnitten, die südliche Grenze ist die Ostbahn, auf deren Trasse die S-Bahn nach Strausberg und Regionalzüge verkehren, die östliche Grenze bildet die Wuhle. Westlich schließen sich die Ortsteile Alt-Hohenschönhausen, Lichtenberg und Friedrichsfelde an. Mit dem Neuzuschnitt der früheren Bezirke im Jahr 2001 fielen einige Bereiche der früheren Dörfer Biesdorf und Kaulsdorf an den Ortsteil Marzahn und umgekehrt. Die nördliche Grenze ist gleichzeitig die Grenze des Stadtgebietes von Berlin.
Die Namen der neuen Straßen orientierten sich zu großen Teilen an Orten in der DDR, einige Magistralen erhielten Bezeichnungen nach DDR-Politikern wie Otto Buchwitz, Bruno Leuschner, Karl Maron oder Heinrich Rau. Letztere Straßennamen wurden auf Beschluss des Berliner Senats ab den 1990er Jahren durch neue ersetzt. Nach der politischen Wende entstanden weitere Neubaugebiete östlich und südlich der zuerst errichteten.
Die ältesten, namentlich noch erhaltenen Straßen sind die nach ihrer Richtung benannte Landsberger Allee (früher Chaussee nach Alt-Landsberg) in West-Ost-Richtung und die Marzahner Chaussee (Chaussee nach Friedrichsfelde bzw. Friedrichsfelder Chaussee), die schon im 19. Jahrhundert existierten.
Die längste Straße ist die Märkische Allee mit rund 7 1⁄2 Kilometern, die den gesamten Ortsteil von Nord nach Südwest durchquert.
Von Amts wegen werden die folgenden „Lebensweltlich orientierten Räume“ (LOR) unterschieden:
- Marzahn-Nord (mit Marzahn-West und Havemannstraße)
- Marzahn-Mitte (mit Gewerbegebiet Bitterfelder Straße, Wuhletalstraße, Marzahn-Ost, Ringkolonnaden, Marzahner Promenade)
- Marzahn-Süd (mit Marzahner Chaussee, Springpfuhl, Alt-Marzahn und Landsberger Tor).[2]

Das Wohnviertel Landsberger Tor, bezeichnet nach einem früheren Berliner Zolltor, ist ein „auf dem Reißbrett“ geplantes Quartier zwischen der Landsberger Allee, der Wuhle, der Eisenacher Straße und dem Blumberger Damm gelegen. Die hierfür von mehreren Architekturbüros neu entwickelten Gebäudetypen sind bereits mehrfach ausgezeichnet worden.
Marzahn hat 119.584 Einwohner (Stand: 31. Dezember 2024) und umfasst die Postleitzahlenbereiche 12679, 12681, 12685, 12687 und 12689.

## Übersicht der Straßen und Plätze
Die nachfolgende Tabelle gibt eine Übersicht über die vorhandenen Straßen und Plätze im Ortsteil sowie einige dazugehörige Informationen.
- Name/Lage: aktuelle Bezeichnung der Straße oder des Platzes. Über den Link Lage kann die Straße oder der Platz auf verschiedenen Kartendiensten angezeigt werden. Die Geoposition gibt die Lage der ungefähren Mitte der Straßenlänge an.
- Im amtlichen Straßenverzeichnis nicht aufgeführte Verkehrswege sind mit * gekennzeichnet.
- Ehemalige oder nicht mehr gültige Straßennamen sind kursiv gesetzt. Für bedeutende ehemalige Straßen oder historische Straßennamen ist gegebenenfalls eine gesonderte Liste vorhanden.
- Länge/Maße in Metern:
Die in der Übersicht enthaltenen Längenangaben sind  gerundete Übersichtswerte, die in Google Earth mit dem dortigen Maßstab ermittelt wurden. Sie dienen Vergleichszwecken und werden, sofern amtliche Werte bekannt sind, ausgetauscht und gesondert gekennzeichnet.
Bei Plätzen sind die Maße in der Form a × b für rechteckige Anlagen und für (ungefähr) dreieckige Anlagen als a × b × c mit a als längster Seite angegeben.
Sofern die Straße auch in benachbarte Ortsteile weiterführt, gibt der Zusatz ‚im Ortsteil‘ an, wie lang der Straßenabschnitt innerhalb des Ortsteils dieses Artikels ist.
- Namensherkunft: Ursprung oder Bezug des Namens.
- Anmerkungen: weitere Informationen über anliegende Baudenkmale oder Institutionen, die Geschichte der Straße und historische Bezeichnungen.
- Bild: Foto der Straße oder eines anliegenden Objektes.

| Name/Lage                         | Länge/Maße (in Metern)         | Namensherkunft                                                                                       | Datum der Benennung                         | Anmerkungen | Bild                                                                                       |
| --------------------------------- | ------------------------------ | --- | ------------------------------------------- | --- | ------------------------------------------------------------------------------------------ |
| Adersleber Weg (Lage)             | 0240                           | Adersleber Kalvill, Winter-Apfelsorte, im Kloster Adersleben gezüchtet                               | um 1923                                     | Zuerst hieß er An der Steinhalde (um 1920), 1930 auch nur Steinhalde (bis dahin noch unbebaut) und ein weiterer Abschnitt Straße 14; ab 1932 auch Adersleber Weg. Zwischen 1951 und 1973 findet sich auf Stadtplänen auch wieder Straße 14. Mit dem Beginn der Wohnbebauung in Marzahn wird er nun offiziell als Adersleber Weg bezeichnet. Er verläuft von der Allee der Kosmonauten zur Heliosstraße und knickt dabei nach Süden ab. | Adersleber Weg                                                                             |
| Ahrensfelder Chaussee (Lage)      | 1650                           | Ahrensfelde, nördlich an Marzahn grenzende Gemeinde in Brandenburg                                   | um 1800                                     | Zuerst hieß sie Straße nach Ahrensfelde und verband den Bereich Falkenberg mit Ahrensfelde. Hausnummer 162 ist die historische Bahnhofsanlage des Bahnhofs Ahrensfelde samt Wohn- und Nebengebäude und steht in der Berliner Denkmalliste. | Ahrensfelder Chaussee                                                                      |
| Ahrensfelder Platz (Lage)         | 070 × 30                       | Ahrensfelde, nördlich an Marzahn grenzende Gemeinde in Brandenburg                                   | 5. Dez. 2005                                | Der Platz liegt an der Ecke Märkische Allee / Havemannstraße gegenüber dem Bahnhof Ahrensfelde. |                                                                                            |
| Alfred-Döblin-Straße (Lage)       | 0560                           | Alfred Döblin (1878–1957), Schriftsteller                                                            | 16. Juli 1980                               | Sie verbindet die Märkische Allee mit der Ludwig-Renn-Straße in West-Ost-Richtung. | Alfred-Döblin-Straße                                                                       |
| Allee der Kosmonauten (Lage)      | 4500 + Nebenarme (im Ortsteil) | Kosmonaut, russische Bezeichnung für Raumfahrer                                                      | 22. Sep. 1978                               | Die Straße entstand in den 1970er Jahren vollständig neu, integriert in ihrer Trassierung jedoch Teile früherer Straßen. Sie wurde 1975 zunächst Springpfuhlstraße genannt. Sie verläuft von Westen (Fortsetzung der Herzbergstraße im OT Lichtenberg) zweifach abgeknickt bis zur Landsberger Allee im Norden und setzt sich als Raoul-Wallenberg-Straße fort. Die Hausnummern 16–25 gehören zum Ortsteil Lichtenberg, die Bereiche 88–144 (die südlichen Fortsätze) zum Ortsteil Biesdorf, der größere Rest (bis Nummer 203) zu Marzahn. | Allee der Kosmonauten · Kleines Panorama der AdK an einem Knick gegenüber Heliosstraße     |
| Alt-Friedrichsfelde (Lage)        | 0140 + 40 (im Ortsteil)        | Kern des früheren Dorfs Friedrichsfelde                                                              | 1927*                                       | In früheren Jahrhunderten hieß sie Chaussee nach Frankfurt und im Folgenden trug sie zahlreiche weitere Namen. (*): Die zu Marzahn gehörenden Hausnummern 62–64 wurden erst Ende der 1980er Jahre als gesondertes Straßenstück nordwärts abgehend von Alt-Friedrichsfelde angelegt, sie gehören zu einem Gewerbegebiet auf früherem Brachgelände zwischen zwei Brücken. So ist die zugeordnete Jahreszahl der Namensvergabe hier nicht ganz zutreffend. Unter dieser Adresse befinden sich die Technik-Niederlassung der Telekom, ein Großlager von DHL und ein Großgewerbekunde. Die Straße Alt-Friedrichsfelde bildet hier die Ortsteilgrenzen Biesdorf, Friedrichsfelde und Marzahn. |                                                                                            |
| Alt-Marzahn (Lage)                | 1000 (130 + 510 + 365)         | Alt-Marzahn, Kern des mittelalterlichen Dorfes Marzahn                                               | 11. Mai 1938                                | Zuerst hieß der Bereich Dorfaue. In den 1980er Jahren wurde die frühere durchgängige Dorfstraße zu einer Anliegerstraße, deren langgestreckter linsenartiger Verlauf den mittelalterlichen Dorfkern markiert. Zu Alt-Marzahn gehört noch ein Nebenast zwischen Hinter der Mühle und der südwestlichen Kolonistensiedlung. Das gesamte Ensemble einschließlich der Dorfkirche und der Grünflächen steht seit 1977 unter Denkmalschutz. Im Haus Nummer 22 befinden sich das Handwerker- und Friseurmuseum sowie das Dorfmuseum Marzahn. | Straße Alt-Marzahn                                                                         |
| Alte Rhinstraße (Lage)            | 0330                           | Rhin, Nebenfluss der Havel                                                                           | 1. Dez. 1994                                | Zuerst hieß sie Straße 13 (Nordbereich der Mesenicher Straße bis zur Berliner Chaussee), später trug sie keinen Namen und ging südwärts von der Leninallee als Sackgasse ab. Nach der Errichtung des Hochhauskomplexes Pyramide und der Anlage der Erschließungsstraßen wurde dieser Straßenabschnitt zur besseren Unterscheidung mit dem Zusatz „Alte“ versehen. Sie verbindet heute die Landsberger Allee mit dem Pyramidenring. |                                                                                            |
| Althansweg (Lage)                 | 0330                           | Graf Althanns Reneklode, Reneklodensorte                                                             | 1923                                        | Zuerst hieß der Weg Kaiser Wilhelm-Straße (bis 1922), das kurze Südstück zwischen Vierlanden- und Elisabethstraße hieß zwischen 1926 und 1978 Warener Straße, die dann aufgehoben und in den Althansweg einbezogen wurde. In dieser Kolonistensiedlung sind mehrere Verkehrswege nach Tieren oder Pflanzen benannt worden. Im nördlichen Stück stehen mehrgeschossige Plattenbauten in lockerer Gruppierung. |                                                                                            |
| Altlandsberger Platz (Lage)       | 0180 × 40                      | Altlandsberg, Stadt in Brandenburg                                                                   | 29. Nov. 1997                               | Anfangs befand sich auf dem Gelände eine Gärtnerei, auf dessen Fläche nach 1990 ein Gartencenter entstand. Erst um 1995 wurde hier ein neues Wohnquartier errichtet. Der Altlandsberger Platz im Zentrum dieses Quartiers wird begrenzt von der Zinndorfer Straße, Hasenholzer Allee und dem Pritzhagener Weg. Er teilt den Bollersdorfer Weg in einen Nord- und einen Südbereich. |                                                                                            |
| Am Cleantech Business Park (Lage) | 0                              | CleanTech Business Park, Gewerbe- und Industriegebiet im Ortsteil                                    | 2015                                        | Die Straße verläuft im Bereich des 90 Hektar großen Clean Tech Business Parks, abgehend von der Wolfener Straße. Zur Anlage des Parks erfolgte 2012 der erste Spatenstich, im September 2014 wurde er amtlich gewidmet. Im Juli 2015 hatten Bodenbearbeitungen begonnen, ein Straßennetz kam erst in den folgenden Jahren schrittweise zustande. Erste Firmen siedelten sich 2016 hier an. |                                                                                            |
| Am Schmeding (Lage)               | 1000                           | historische Flurbezeichnung, vermutlich von Schmiede abgeleitet                                      | 27. Juni 1925                               | Vor 1923 hieß sie Straße 1 , ab September 1925 wurde sie dann offiziell so bezeichnet. Die Straße liegt in einer Kolonistensiedlung, deren Verkehrswege häufig nach Tieren oder Pflanzen benannt worden sind; hier aber nach dem Handwerk. |                                                                                            |
| Amanlisweg (Lage)                 | 0520                           | Amanlis, Birnensorte                                                                                 | 1925                                        | Ab 1920 hieß sie zunächst Gartenstraße, allerdings nicht amtlich. Trotzdem ist dieser Name auf dem Berliner Stadtplan von 1943 sogar noch so eingetragen. Der Nord-Süd-Verkehrsweg verbindet die Pekrunstraße mit der Allee der Kosmonauten. Er besitzt zusätzlich zwei Schleifen zu je 140 Meter Länge, die die mehrgeschossigen Wohngebäude erschließen. In dieser Kolonistensiedlung sind mehrere Verkehrswege nach Tieren oder Pflanzen benannt worden. |                                                                                            |
| Amselhainer Weg (Lage)            | 0150                           | Amselhain, Wohnplatz in Werneuchen in Brandenburg                                                    | 29. Nov. 1997                               | Auf ersten Karten als wurde der Weg als Kolonie Amselhain geführt, 1957 als Wohnplatz Amselhain. Der Weg liegt in der Wohnsiedlung um den Altlandsberger Platz und verbindet diesen nordwärts mit der Spitzmühler Straße. |                                                                                            |
| An der Kohlbeke (Lage)            | 0250                           | Kohlbeke, aus einem früheren Rieselfeld-Absetzbecken eingerichtetes Feuchtbiotop                     | um 2010                                     | Der Fußweg verläuft westlich vor einem Eisenbahn-Damm, von der Wuhletalstraße abgehend und stellt eine fußläufige Verbindung zum Hellersdorfer Weg her. |                                                                                            |
| Auersbergstraße (Lage)            | 0200                           | Auersberg, Berg im Erzgebirge                                                                        | 20. Dez. 1978                               | Die Straße verläuft zwischen Pekrun- und Blenheimstraße. |                                                                                            |
| Bärensteinstraße (Lage)           | 1190                           | Bärenstein, Gemeinde in Sachsen                                                                      | 20. Dez. 1978                               | Die Straße verläuft abgewinkelt und verästelt zwischen Allee der Kosmonauten und dem Blumberger Damm. |                                                                                            |
| Barnimplatz (Lage)                | 0100 × 70                      | Barnim, Hochfläche nordöstlich von Berlin                                                            | 28. Okt. 1996                               | Nach einem 1993 durch das Bezirksamt Marzahn ausgeschriebenen Wettbewerb zur Schaffung eines neuen Stadtplatzes wurde dieser zwischen 1995 und 1996 angelegt und feierlich eingeweiht. Nach anfänglichen Kritiken der Marzahner Bürger ist er inzwischen mit Märkten und Kulturveranstaltungen ein akzeptiertes Element im Kiez. | Blick von der Borkheider Straße Richtung Havemannstraße                                    |
| Basdorfer Straße (Lage)           | 0550                           | Basdorf, Ortsteil von Wandlitz in Brandenburg                                                        | 16. Juli 1980                               | Die Straße verläuft in einer Schleife östlich der Märkischen Allee gegenüber dem Parkfriedhof und erschließt das Wohngebiet. In der Umgebung sind mehrere Verkehrswege nach ehemaligen Dörfern oder Gemeinden im Barnimer Land benannt worden. |                                                                                            |
| Beilsteiner Straße (Lage)         | 1740                           | Beilstein, Gemeinde und Weinort in Rheinland-Pfalz                                                   | 8. März 1935                                | Zuerst hieß sie Straße 102. Nach der umfangreichen Bebauung von Marzahn wurde die Straße um ein Stück verlängert, auf der Westseite und an ihrem Nordende entstanden Gewerbeeinrichtungen. Östlich grenzt ein Kleinsiedlungsgebiet (mit Namen nach Weinorten) an die Beilsteiner Straße. Auf einer Fläche zwischen dieser Straße und der Marzahner Chaussee sind Reste des zwischen 1900 und 1907 angelegten Magerviehhofs erhalten, die in der Denkmalliste stehen: Börse, Verladeanlagen, Mauern. Heute verläuft die Straße von Marzahner Chaussee über die Allee der Kosmonauten bis Radebeuler Straße. | Quer: Allee der Kosmonauten                                                                |
| Belziger Ring (Lage)              | 0810                           | Bad Belzig, Kreisstadt in Brandenburg                                                                | 3. Aug. 1983                                | Die mehrfach verschlungene Wohngebietsstraße geht westlich von der Kemberger Straße ab. Sie besitzt einen nördlichen Anschluss an die Havemannstraße und eine fußläufige Verbindung zur Borkheider Straße. |                                                                                            |
| Bernburger Straße (Lage)          | 0230                           | Bernburg, Kreisstadt in Sachsen-Anhalt                                                               | 12. März 1985                               | Die Straße in Nord-Süd-Führung verbindet die Schwarzwurzel- mit der Dessauer Straße. |                                                                                            |
| Bitterfelder Straße (Lage)        | 1100                           | Bitterfeld, Ortsteil von Bitterfeld-Wolfen in Sachsen-Anhalt                                         | 2. Apr. 1987                                | Der Verkehrsweg zweigt von der Märkischen Allee zunächst östlich ab und verläuft dann im Halbbogen über eine Brücke über die Allee und die S-Bahn-Trasse westwärts. An der Gehrenseestraße endet er und setzt sich als Pablo-Picasso-Straße nordwestlich fort. Die in der Bitterfelder Straße angesiedelten Unternehmen werden häufig unter dem Begriff Gewerbegebiet südliche Bitterfelder Straße zusammengefasst (dessen Herrichtung erfolgte in den späten 1990er Jahren mit Fördermitteln auch aus der EU). Unter der Nummer 13 betreibt die gfp Gesellschaft für Pflegeberufe GmbH eine Fachschule für Altenpflege. Und an dieser Straße befindet sich das Klärwerk Falkenberg. |                                                                                            |
| Blenheimstraße (Lage)             | 0260                           | Goldrenette von Blenheim, Apfelsorte                                                                 | 1925                                        | Zuerst hieß sie Straße 19; am 20. Dezember 1978 wurde eine Verlängerung bis zur Allee der Kosmonauten fertiggestellt. In dieser Kolonistensiedlung sind mehrere Verkehrswege nach Tieren oder Pflanzen benannt worden. Auf den Parzellen 65–67 ist ein Feuerwehrhaus aus dem Jahr 1985 erhalten. |                                                                                            |
| Blumberger Damm (Lage)            | 2350 (im Ortsteil)             | Blumberg, Ortsteil von Ahrensfelde in Brandenburg                                                    | 31. Jan. 1992                               | Der südliche Teil der Straße wurde 1937 als Globsower Straße eingeweiht und reichte nur bis zur Cecilienstraße. Der nördliche Teil wurde bei der Errichtung der neuen Großwohnsiedlungen Marzahn als Otto-Buchwitz-Straße errichtet. Der alte, südliche Teil erhielt 1987 auch diesen Namen. Die gesamte Straße wurde 1992 in Blumberger Damm umbenannt. Ein nördliches Teilstück wurde 1995 aus dem Straßenverlauf herausgetrennt und erhielt den eigenen Namen Kemberger Straße. Auf der Westseite gibt es drei gleichnamige Nebenarme: zwischen Wuhletalstraße und Mehrower Allee, zwischen Pöhlbergstraße und Bärensteinstraße sowie zwischen Kienbergstraße und Geißenweide. Auf der Ostseite sind ebenfalls Nebenarme vorhanden: zwischen Glambecker Ring und Landsberger Allee sowie zwischen Spitzmühler und Eisenacher Straße. | Innenast                                                                                   |
| Blumenbachweg (Lage)              | 0400                           | Johann Friedrich Blumenbach (1752–1840), Zoologe und Anthropologe                                    | vor 1925                                    | Ab zirka 1920 bei der Neuanlage der Kleinwohnsiedlung um die Marzahner Chaussee wurde der Weg zunächst als Straße 4 geführt. |                                                                                            |
| Bollersdorfer Weg (Lage)          | 0220                           | Bollersdorf, Ortsteil der Gemeinde Oberbarnim in Brandenburg                                         | 29. Nov. 1997                               | Die neue Straße im Wohngebiet um den Altlandsberger Platz geht geradlinig nordwärts von der Eisenacher Straße ab. |                                                                                            |
| Borkheider Straße (Lage)          | 0710                           | Borkheide, Gemeinde in Brandenburg                                                                   | 3. Aug. 1983                                | Sie ist die südliche Fortsetzung der Schorfheidestraße und erschließt in einem Nebenarm im geschwungenen Verlauf das Wohngebiet. Der Nord-Süd-Abschnitt läuft östlich parallel zu einer Straßenbahnstrecke. |                                                                                            |
| Boskoopweg (Lage)                 | 0260                           | Schöner aus Boskoop, Apfelsorte                                                                      | 1927                                        | Zuerst hieß der Weg Straße 9; im Berliner Adressbuch von 1927 wurde er erstmals als Boskoopweg aufgeführt. In dieser Kolonistensiedlung sind mehrere Verkehrswege nach Tieren oder Pflanzen benannt worden. |                                                                                            |
| Boxberger Straße (Lage)           | 1070                           | Boxberg, Gemeinde in Sachsen                                                                         | 8. Nov. 1999                                | Sie verbindet die Bitterfelder Straße geradlinig südwärts mit dem Wiesenburger Weg. Im mittleren Bereich quert sie mittels einer Straßenbrücke den Hohenschönhauser-Marzahner-Grenzgraben. |                                                                                            |
| Brodowiner Ring (Lage)            | 0600                           | Brodowin, Ortsteil von Chorin in Brandenburg                                                         | 11. Aug. 1982                               | Die Straße in der Großwohnsiedlung Marzahn I verläuft in einem mehrfach abgeknickten Halbbogen nördlich der Landsberger Allee und der Ringenwalder Straße. Am Brodowiner Ring befindet sich ein Denkzeichen für den 1992 ermordeten vietnamesischen Vertragsarbeiter Nguyễn Văn Tú. |                                                                                            |
| Bruno-Baum-Straße (Lage)          | 1120                           | Bruno Baum (1910–1971), Widerstandskämpfer                                                           | 17. Okt. 1979                               | Die Bruno-Baum-Straße war zunächst der Nordostbereich der Marzahner Chaussee. Mit der Errichtung der Plattenwohnbauten in Marzahn wurde die Chaussee auf ihre Trasse östlich der neuen S-Bahn-Strecke verkürzt und an die Radebeuler/Beilsteiner Straße angeschlossen. Das nördliche Stück verläuft seitdem zwischen Landsberger Allee und Poelchaustraße und erhielt den hier behandelten eigenen Namen. |                                                                                            |
| Cäcilie-Fröhlich-Straße (Lage)    | 0                              | Cäcilie Fröhlich (1900–1992), Mathematikerin                                                         | 2015                                        | Die Straße soll im Bereich des 90 Hektar großen Clean Tech Business Parks verlaufen, zu dessen Anlage im Jahr 2012 der erste Spatenstich erfolgte und der im September 2014 amtlich gewidmet wurde. Im Juli 2015 hatten gerade Bodenbearbeitungen begonnen, ein Straßennetz zeichnete sich überhaupt noch nicht ab. | Foto im Jahr 2015 noch nicht möglich.                                                      |
| Clara-Immerwahr-Straße (Lage)     | 0                              | Clara Immerwahr (1870–1915), Chemikerin                                                              | 2015                                        | Die Straße soll im Bereich des 90 Hektar großen Clean Tech Business Parks verlaufen, zu dessen Anlage im Jahr 2012 der erste Spatenstich erfolgte und der im September 2014 amtlich gewidmet wurde. Im Juli 2015 hatten gerade Bodenbearbeitungen begonnen, ein Straßennetz zeichnete sich überhaupt noch nicht ab. | Foto im Jahr 2015 noch nicht möglich.                                                      |
| Coswiger Straße (Lage)            | 0430                           | Coswig, Stadt in Sachsen                                                                             | 1. Okt. 1993                                | Die Coswiger Straße entstand als Verbindung zwischen Beilsteiner Straße und Marzahner Chaussee. Sie besitzt südwärtige Arme und liegt in einem Gewerbegebiet. |                                                                                            |
| Dahmeweg (Lage)                   | 0700                           | Wilhelm Dahme (1861–1910), Gärtnereibesitzer in Marzahn                                              | vor 1925                                    | Zuerst wurde sie Dahmesweg geschrieben. Die Nord-Süd-Straße verläuft westlich parallel zum Bahndamm und besitzt an ihrem südlichen Ende einen fußläufigen Anschluss an die Poelchaustraße und den gleichnamigen S-Bahnhof. An der Kreuzung mit der Märkischen Allee steht die Feuerwache Marzahn der Berliner Feuerwehr, dort endet der Dahmeweg. Ein aus Edelstahl gestaltetes Feuerschutz-Denkmal (Schütze was des Volkes Hände schaffen) des Bildhauers Matthias Büttner aus dem Jahr 1985 markiert diese Ecke. | Feuerschutz-Denkmal                                                                        |
| Dessauer Straße (Lage)            | 0560                           | Dessau, Stadtteil von Dessau-Roßlau in Sachsen-Anhalt                                                | 12. März 1985                               | Die Straße verbindet die Ahrensfelder Chaussee (Fortsetzung vom Hausvaterweg) mit der Köthener Straße und verläuft leicht abgewinkelt. |                                                                                            |
| Döllner Straße (Lage)             | 0240                           | Groß Dölln, Ortsteil von Templin in Brandenburg                                                      | 6. Dez. 1999                                | Die Döllner Straße ist in der regionalen Datenbank aufgenommen, allerdings ohne Grundstücke und erscheint somit nicht im amtlichen Straßenverzeichnis des Statistikamtes. Die Döllner Straße verbindet die Hohenwalder Straße mit der Straße An der Wuhle/Wuhletalweg, vom Ostende an beginnt der Barnimer Dörferweg auf der Döllner Straße. Der Straßenlauf liegt nach der Karte der bezirklichen Vermessungsämter im Ortsteil. Direkt vor Ort weist kein Schild auf eine Straße außerhalb Berlins nach Ahrensfelde hin. Für Kraftfahrzeuge ist es eine Sackgasse. Der nördliche Straßenbereich begrenzt eine Ahrensfelder Villenkolonie (Berg-/ Feldstraße) im Süden grenzt der Eichepark. Auf einer Fläche mit der Hohenwalder Straße gibt es die ‚Johann-Julius-Hecker-Schule‘ mit großzügigen Freisportanlagen. Bei Google Maps wird die Döllner Straße fälschlicherweise als „Döliner Straße“ bezeichnet. |                                                                                            |
| Dompfaffenweg (Lage)              | 0360                           | Dompfaff, Singvogel                                                                                  | 27. Juni 1925                               | Zuerst hieß sie Straße 29; sie verband den Nordbereich der damaligen Marzahner Chaussee (heute: Bruno-Baum-Straße) mit dem Schwalbenflug. Sie besitzt einen kleinen westlichen Arm. In dieser Kolonistensiedlung sind mehrere Verkehrswege nach Tieren oder Pflanzen benannt worden. |                                                                                            |
| Eichhorster Straße (Lage)         | 1000                           | Eichhorst, Ortsteil der Gemeinde Schorfheide in Brandenburg                                          | 3. Aug. 1983                                | Die Straße bildet einen Polygonzug nördlich der Havemannstraße. Im Inneren des umgrenzten Bereiches gibt es Abschnitte der Rosenbecker und der Havemannstraße. |                                                                                            |
| Eisenacher Straße (Lage)          | 0830 (im Ortsteil)             | Eisenach, Stadt in Thüringen                                                                         | 5. März 1985                                | Die Straße verläuft vom Blumberger Damm ostwärts über die Wuhlebrücke, wo sie sich gleichnamig in Hellersdorf fortsetzt und an der Gothaer Straße endet. Die beiden Teile hießen zuerst Marzahner Straße (um 1900–1985) und Hellersdorfer Weg (um 1951–1985). Im Marzahner Abschnitt befindet sich ein Eingang zu den Gärten der Welt. | Nordseite                                                                                  |
| Eltzbachweg (Lage)                | 0550                           | Elzbach, Nebenfluss der Mosel                                                                        | 8. März 1935                                | Zuerst hieß der Weg Straße 104. Als Eltzbachweg wurde er zunächst in Friedrichsfelde geführt. |                                                                                            |
| Eugen-Roth-Weg (Lage)             | 090 (im Ortsteil)              | Eugen Roth (1895–1976), Dichter                                                                      | 4. Aug. 1997                                | Das kurze Stück in Marzahn (Hausnummern 18–24) ist als Stichstraße ausgelegt und verläuft zwischen Marchwitzastraße und der fußläufigen Fortsetzung zur Lappiner Straße, die bereits im Ortsteil Biesdorf liegt. In der Umgebung sind mehrere Verkehrswege nach Künstlern oder Schriftstellern benannt worden. |                                                                                            |
| Farmergasse (Lage)                | 060                            | Farmer, englisch für Landwirt                                                                        | 9. Nov. 1936                                | Zuerst hieß der Verkehrsweg Straße 5, in den 1920er Jahren als Farmer Gasse bezeichnet. Sie führt von der Schwarzwurzelstraße als Stichstraße nordwärts. |                                                                                            |
| Fastolfsteg (Lage)                | 0130                           | Rote Fastolf, Himbeersorte                                                                           | vor 1925                                    | Die kurze Straße verbindet den Hornetweg mit dem Amanlisweg. In dieser Kolonistensiedlung sind mehrere Verkehrswege nach Tieren oder Pflanzen benannt worden. |                                                                                            |
| Fichtelbergstraße (Lage)          | 0540                           | Fichtelberg, höchster Berg des Erzgebirges                                                           | 20. Dez. 1978                               | Sie geht von der Allee der Kosmonauten nordwestwärts ab und schwenkt dann nach Norden bis zur Pekrunstraße. Im Südwestbereich dieser leicht bogenförmigen Straße gibt es einen ausgedehnten Park, in dem Bronzeskulpturen stehen: Sitzende, Mutter mit Kind und Flötenspielende Kinder. Sie wurden von der Bildhauerin Lore Plietzsch 1982 angefertigt. Im Park stellte man sie 1992 auf. Im September 2021 wurde die Skulptur Flötenspielende Kinder gestohlen. Ein Wegesystem zum Spazierengehen, Bänke und ein Tobeplatz vervollständigen die Erholungsmöglichkeiten. |                                                                                            |
| Flämingstraße (Lage)              | 0880                           | Fläming, Höhenzug in Brandenburg und Sachsen-Anhalt                                                  | 3. Aug. 1983                                | Die Straße verläuft abgeknickt im Wohngebiet zwischen Havemannstraße und Neuer Wuhle. |                                                                                            |
| Frank-Schweitzer-Straße (Lage)    | 0670                           | Frank Schweitzer (1963–1993), Unternehmer, Sohn des Gründers der Alba AG                             | 31. Jan. 2000                               | Die Verbindungsstraße zwischen der östlichen Auffahrt auf die Brücke und dem unten liegenden Dahmeweg, der zum Städtischen Friedhof am Wiesenburger Weg führt, wurde als Kehre beim Bau der Marzahner Brücken um 1985 angelegt. Allerdings blieb dieser Verkehrsweg namenlos. 1992 etablierte sich die Entsorgungsfirma Alba Services hier auf dem Gelände des ehemaligen VEB Druckplattenwerk. Die Straße erhielt auf Antrag des Unternehmens den heutigen Namen. |                                                                                            |
| Frank-Zappa-Straße (Lage)         | 0400                           | Frank Zappa (1940–1993), US-amerikanischer Komponist und Musiker                                     | 28. Juli 2007                               | Zuerst hieß sie Straße 13 und führte von der Landsberger Allee bis zu den Gleisanlagen. Sie geht ostwärts vom Pyramidenring ab und ist verkehrstechnisch eine Stichstraße. Hier befindet sich ein DDR-Plattenbau, der nach der Wende zu einem Treff verschiedener Künstlergruppen wurde und nach seiner früheren Nutzung ORWOhaus genannt wird. |                                                                                            |
| Franz-Stenzer-Straße (Lage)       | 1040                           | Franz Stenzer (1900–1933), Widerstandskämpfer                                                        | 16. Juli 1980                               | Sie verbindet die Märkische Allee im leicht geschwungenen Verlauf mit der Raoul-Wallenberg-Straße. |                                                                                            |
| Gehrenseestraße (Lage)            | 0250 (im Ortsteil)             | Gehrensee, Gewässer im Berliner Ortsteil Falkenberg                                                  | 1. Nov. 1980                                | Teile der Straße hießen zunächst Falkenberger Weg (vor 1906 bis nach 1954) und Falkenberger Straße (1906–1980). Die Straße verbindet die Kreuzung Malchower Weg / Wartenberger Straße im Ortsteil Alt-Hohenschönhausen mit der Hohenschönhauser Straße an der Kreuzung Bitterfelder Straße, die zu Neu-Hohenschönhausen gehört. Die Hausnummern 42 und 43, die die Hälfte der Brücke über den Berliner Außenring und ein östliches Straßenstück bis zur Pablo-Picasso-Straße bezeichnen, liegen jedoch noch in Marzahn. |                                                                                            |
| Geißenweide (Lage)                | 0960                           | Geiß, alter Name für eine Hausziege und Weide                                                        | 27. Juni 1925                               | Zuerst hieß der Verkehrsweg Straße 15, den gleichen Verlauf nahm auch ein als Robert-Müller-Straße bezeichneter Verkehrsweg. Die Straße besteht aus mehreren Ästen – ein Nord-Süd-Straßenzug verbindet die Kienbergstraße und die Cecilienstraße im Ortsteil Biesdorf, sie setzt sich nordwärts – allerdings seit den 1970er Jahren namenlos und unbefestigt als Fußweg – bis nach Alt-Marzahn fort. Ein sich gabelnder Ostarm verläuft dagegen von der Heliosstraße bis zum Blumberger Damm in West-Ost-Richtung. So entsteht schließlich auch heute noch der Eindruck einer Weidefläche am Zusammenstoß. |                                                                                            |
| Georg-Knorr-Platz (Lage)          | 060 (Durchmesser)              | nach der anliegenden gleichnamigen Straße                                                            | 29. Juni 2007                               | Zuerst war die runde Grünfläche ein namenloser Kreisverkehr. Die Namensvergabe erfolgte auf Antrag der Firma Knorr-Bremse, die hier in einem historischen Fabrikgebäude ihre Berliner Filiale unterhält. |                                                                                            |
| Georg-Knorr-Straße (Lage)         | 0660                           | Georg Knorr (1859–1911), Unternehmer                                                                 | 30. Apr. 1999                               | Der erste Name war Berliner Chaussee. Nach der Begradigung des Straßenverlaufs und dem Bau der Marzahner Brücken war der verbliebene Rest das südliche Teilstück der Boxberger Straße. Der denkmalgeschützte Fabrikkomplex (Hausnummer 4) wurde 1940–1942 für die weltbekannte Werkzeugmaschinenfabrik Hasse & Wrede errichtet. Nach der Freiräumung des Stammhauses der Knorr-Bremse in der Neuen Bahnhofstraße in Berlin-Friedrichshain um 1991 zog die Berliner Niederlassung des Eisenbahnzulieferers hier ein. Das gesamte Betriebsgelände zieht sich entlang der Georg-Knorr-Straße. In der früheren Kantine des Betriebes gibt das 'Theater 89' hin und wieder Vorstellungen. |                                                                                            |
| Geraer Ring (Lage)                | 1000                           | Gera, Stadt in Thüringen                                                                             | 12. März 1985                               | Die Straße verläuft spiralförmig nordostwärts von der Köthener Straße. |                                                                                            |
| Gertrud-Kornfeld-Straße (Lage)    | 0                              | Gertrud Kornfeld (1891–1955), Chemikerin                                                             | 2015                                        | Die Straße soll im Bereich des 90 Hektar großen Clean Tech Business Parks verlaufen, zu dessen Anlage im Jahr 2012 der erste Spatenstich erfolgte und der im September 2014 amtlich gewidmet wurde. Im Juli 2015 hatten gerade Bodenbearbeitungen begonnen, ein Straßennetz zeichnete sich überhaupt noch nicht ab. | Foto im Jahr 2015 noch nicht möglich.                                                      |
| Glambecker Ring (Lage)            | 0970                           | Glambeck, Wohnplatz in Friedrichswalde in Brandenburg                                                | 11. Aug. 1982                               | Er verläuft halbkreisförmig östlich des Blumberger Damms als Fortsetzung der Mehrower Allee, knickt dabei zweifach ab, um wieder am Blumberger Damm anzukommen. Westlich setzt sich die Ringstraße fort, der hier entstehende Ast heißt jedoch (auch) Blumberger Damm. In ihrem Verlauf bildet die Straße zusammen mit dem Parsteiner Ring, der Hohensaatener Straße und der Ringenwalder Straße eine größere Grünfläche. Diese wurde 2010 mittels Fördergeldern der EU zu einem noch namenlosen Stadtplatz gestaltet, der dem Thema Erhalt der Biodiversität gewidmet ist. Um ein Rondell aus drei großen Findlingen sind in gleichmäßigen Abständen Keramikplatten mit Motiven aus Flora und Fauna eingelassen. |                                                                                            |
| Goldfasanweg (Lage)               | 0120                           | Goldfasan, Hühnervogelart                                                                            | 9. Aug. 2014                                | Die Straße führt von der Bleinheimstraße durch eine Reihenhaussiedlung aus den 2010er Jahren zum Rebhuhnweg. |                                                                                            |
| Golliner Straße (Lage)            | 0860                           | Gollin, Ortsteil von Templin in Brandenburg                                                          | 3. Aug. 1983                                | Die polygonartige Straßenführung nördlich der Havemannstraße umschließt die Kölpiner Straße. |                                                                                            |
| Gottfried-Funeck-Weg (Lage)       | 0550                           | Gottfried Funeck (1933–2011), Stadtgartendirektor Ost-Berlins 1975–1990                              | 11. Jan. 2017                               | Der Fuß- und Radweg verbindet den Blumberger Damm mit der Siegmarstraße. Er setzt sich als „Gründurchwegung“ bis zur Hellersdorfer Straße im Ortsteil Hellersdorf fort. |                                                                                            |
| Gravensteiner Steg (Lage)         | 0160                           | Gravensteiner, Apfelsorte                                                                            | 1923                                        | Am 20. Dezember 1978 wurde der östliche Teil der Straße in Adersleber Weg umbenannt. In dieser Kolonistensiedlung sind mehrere Verkehrswege nach Tieren oder Pflanzen benannt worden. |                                                                                            |
| Greizer Straße (Lage)             | 0200                           | Greiz, Kreisstadt in Thüringen                                                                       | 12. März 1985                               | Die Greizer Straße verbindet die Köthener Straße mit dem Geraer Ring in West-Ost-Richtung. |                                                                                            |
| Grohsteig (Lage)                  | 0280                           | Johann Georg Groh (18. Jh.), Kolonist aus der Kurpfalz                                               | 9. Juni 1933                                | Zuerst hieß sie Straße 5. Im Berliner Adressbuch mit Vororten wird bereits 1923 die Grohstraße in Marzahn aufgeführt, die Bezeichnung Grohsteig wurde erst 1933 amtlich dokumentiert. Der Steig zweigt in der Mitte der Oppermannstraße nördlich ab und reicht bis zum Stangeweg. |                                                                                            |
| Grumsiner Straße (Lage)           | 0330                           | Grumsin, Wohnplatz in Angermünde in Brandenburg                                                      | 11. Aug. 1982                               | Die Straße verläuft T-förmig vom Blumberger Damm ostwärts bis zu den zwei Bogenteilen des Glambecker Rings. |                                                                                            |
| Gülser Weg (Lage)                 | 0260                           | Güls, Ortsteil von Koblenz und Weinort in Rheinland-Pfalz                                            | 8. März 1935                                | Zuerst hieß der Weg Straße 106. Er verbindet den Ruwersteig mit der Kröver Straße in Nord-Süd-Richtung im Gewerbegebiet um die Beilsteiner Straße. |                                                                                            |
| Hagebuttenhecke (Lage)            | 0140                           | Hagebutte, Frucht der Rose                                                                           | 27. Juni 1925                               | Zuerst hieß der Verkehrsweg Straße 27. Der Ost-West-Straßenzug verbindet die Bruno-Baum-Straße mit Am Schmeding. In dieser Kolonistensiedlung sind mehrere Verkehrswege nach Tieren oder Pflanzen benannt worden. |                                                                                            |
| Hänflingsteig (Lage)              | 0490                           | Hänfling, Singvogel                                                                                  | 27. Juni 1925                               | Zuerst hieß der Steig Straße 28. Der Ost-West-Straßenzug verbindet die Bruno-Baum-Straße mit dem Amanlisweg. In dieser Kolonistensiedlung sind mehrere Verkehrswege nach Tieren oder Pflanzen benannt worden. |                                                                                            |
| Harbertssteg (Lage)               | 0250                           | Harberts Renette, Apfelsorte                                                                         | um 1925                                     | Der Name Harbertssteg wird im Berliner Adressbuch von 1925 „im Laubengelände“ geführt. Er verläuft in Nordwest-Südost-Richtung zwischen Am Schmeding und Hornetweg. In dieser Kolonistensiedlung sind mehrere Verkehrswege nach Tieren oder Pflanzen benannt worden. |                                                                                            |
| Hasenholzer Allee (Lage)          | 0410                           | Hasenholz, Gemeindeteil von Buckow in Brandenburg                                                    | 29. Nov. 1997                               | Diese Straße liegt in der Wohnsiedlung um den Altlandsberger Platz, sie verläuft als Nord-Süd-Straßenzug zwischen Spitzmühler und Eisenacher Straße mit drei Schleifen zum Trappenfelder Pfad an der Wuhleniederung. Bemerkenswert ist auf dem großen Innenhof ein Summstein mit passender Erläuterung. | Summstein                                                                                  |
| Hatzenporter Weg (Lage)           | 0680                           | Hatzenport, Gemeinde und Weinort in Rheinland-Pfalz                                                  | 11. März 1937                               | Zuerst hieß der Weg Straße 115. Er liegt im Gebiet der Kolonisten aus dem Moselgebiet und bildet eine Nord-Süd-Verbindung zwischen Ruwersteig und Reiler Straße. |                                                                                            |
| Havemannstraße (Lage)             | 1220                           | Robert Havemann (1910–1982), Chemiker, Widerstandskämpfer, späterer DDR-Dissident                    | 31. Jan. 1992                               | Zuerst hieß sie Erich-Glückauf-Straße (1983–1992) nach dem deutschen Politiker Erich Glückauf. Sie verläuft vom Ahrensfelder Platz bis zur Kemberger Straße im Osten, von dort geht sie als Wuhlewanderweg weiter. Im mittleren Bereich (siehe Bild) befindet sich die Metallkunstinstallation „Steckenpferd träumt mit dem Regenbogen“, die von Rüdiger Roehl und Jan Skuin angefertigt und am 1. Juni 2006 enthüllt wurde. |                                                                                            |
| Helene-Weigel-Platz (Lage)        | 0400 × 260 (unscharf)          | Helene Weigel (1900–1971), Schauspielerin, Ehefrau von Bertolt Brecht                                | 1. März 1978                                | Der Platz liegt an der Nordostecke der Kreuzung Allee der Kosmonauten / Märkische Allee und wurde im Zusammenhang mit der Errichtung der Wohnquartiere Marzahn I frühzeitig als städtisches Zentrum mit eigenem Rathaus (Nummer 8) geplant und angelegt. Das Ratsgebäude wurde 1988 fertiggestellt und steht mittlerweile unter Denkmalschutz. Nach der Neuordnung der Berliner Bezirke ist das frühere Rathaus nach umfassender Sanierung zu einem Bürgerhaus des Ortsteils geworden. Weitere Bauten und Denkmale sind unter anderem eine Schwimmhalle und der Brunnen der Generationen. Im Nordbereich schließt sich unmittelbar der Springpfuhlpark an. |                                                                                            |
| Heliosstraße (Lage)               | 0260                           | Helios, Apfelsorte                                                                                   | 20. Dez. 1978                               | Sie ist der frühere östliche Teil der Vierlandenstraße und verbindet die Allee der Kosmonauten mit einem Arm der Geißenweide. In der Umgebung sind mehrere Verkehrswege nach Tieren oder Pflanzen benannt worden. |                                                                                            |
| Hellersdorfer Weg (Lage)          | 1020                           | Richtung nach Hellersdorf                                                                            | um 1957                                     | Etwa ab 1921 hieß der Weg Hellersdorfer Straße und verlief durch die damaligen Berliner Vororte oder Güter Hellersdorf, Mahlsdorf und Kaulsdorf. In der heutigen Führung verbindet dieser Verkehrsweg die Dorfstraße / Hellersdorfer Straße im Ortsteil Falkenberg mit der Wolfener Straße. Ein kleiner südöstlicher Abschnitt geht als Sackgasse noch weiter, an deren Ende eine Zollstation eingerichtet ist. Vor der Errichtung der Großwohnsiedlungen Marzahn und Hellersdorf führte diese Straße weiter bis über die Wuhle. Später wurde die Durchgängigkeit unterbrochen, der östlichste Abschnitt kam zur Eisenacher Straße. |                                                                                            |
| Hennickendorfer Weg (Lage)        | 0340                           | Hennickendorf, Ortsteil von Rüdersdorf in Brandenburg                                                | 29. Nov. 1997                               | Er verbindet den Blumberger Damm in zweifach abgeknickter Trassierung mit dem Prötzeler Ring. |                                                                                            |
| Hinter der Mühle (Lage)           | 0160                           | Straße an der 1993/94 wieder errichteten Marzahner Bockwindmühle                                     | 1. Feb. 1994                                | Hinter der Mühle verbindet die Landsberger Allee mit Alt-Marzahn. |                                                                                            |
| Hirschfelder Weg (Lage)           | 0250                           | Hirschfelde, Ortsteil von Werneuchen in Brandenburg                                                  | 29. Nov. 1997                               | Die Straße liegt im Wohngebiet um den Altlandsberger Platz. Der Verlauf entspricht einem auf dem Kopf stehenden „T“, das im Westen an den Blumberger Damm anschließt, im Osten an den Prötzeler Ring und sich im Norden als ein Arm des Prötzeler Rings fortsetzt. Im Süden schließt sich der Wellenpark an. |                                                                                            |
| Hohensaatener Straße (Lage)       | 0540                           | Hohensaaten, Ortsteil von Bad Freienwalde in Brandenburg                                             | 11. Aug. 1982                               | Die Straße geht ostwärts vom Blumberger Damm im doppelten Verlauf ab, knickt dann nordwärts ab und mündet in den Glambecker Ring. Am Knick gibt es eine fußläufige Verbindung mit dem Brodowiner Ring und einen Nordarm der Landsberger Allee. In ihrem Verlauf bildet die Straße zusammen mit dem Parsteiner Ring, dem Glambecker Ring und der Ringenwalder Straße eine größere Grünfläche. Diese wurde 2010 mittels Fördergeldern der EU zu einem noch namenlosen Stadtplatz gestaltet, der dem Thema Erhalt der Biodiversität gewidmet ist. Um ein Rondell aus drei großen Findlingen sind in gleichmäßigen Abständen Keramikplatten mit Motiven aus Flora und Fauna eingelassen. Die Hohensaatener Straße ist ein Teilstück vom Weg 07 (Hönower Weg) der 20 grünen Hauptwege, der Grün- und Parkflächen zwischen dem Volkspark Friedrichshain und dem Stadtrand zu Hönow verbindet. In dieser Straße ist die Evangelisch-Freikirchliche Gemeinde Kirche 43 mit dem Trägerverein Junge Kirche Marzahn e. V. ansässig (Hausnummer 18). Sie ist Mitglied im Mülheimer Verband. Weiterhin erwähnenswert ist das Jugendhaus Bolle (Hausnummer 20/20a). Es wurde 2010 vom Verein Straßenkinder e. V. eröffnet und richtet sich an Kinder und Jugendliche zwischen 5 und 18 Jahren. Nach dem Willen der Gründer wurden hier viele Möglichkeiten einer sinnvollen Freizeitbeschäftigung (Sport, Musik, Hausaufgabenräume) geschaffen, selbst eine Mensa ist vorhanden. Die Finanzierung erfolgt ausschließlich über Spenden von Vereinsmitgliedern, Förderern oder Sponsoren. Für das Jahr 2015 hat Vattenfall die zum Unterhalt benötigte Summe von 5000 Euro bereitgestellt. |                                                                                            |
| Hohenschönhauser Straße (Lage)    | 1700 (im Ortsteil)             | Richtung nach Hohenschönhausen                                                                       | um 1900                                     | Zuerst hieß der Verkehrsweg Hohenschönhause(ne)r Weg. Dies ist ein Rest der bereits im 19. Jahrhundert vorhandenen Verbindungsstraße zwischen Falkenberg und Alt-Hohenschönhausen. Nur die östliche Straßenseite (Hausnummernbereich 8–60) gehört zu Marzahn. |                                                                                            |
| Hohenwalder Straße (Lage)         | 0530                           | Hohenwalde, Ortsteil von Milmersdorf in Brandenburg                                                  | 3. Aug. 1983                                | Zwischen Schorfheidestraße / Klandorfer Straße und Golliner Straße verlaufend, bildet sie einen Teil der Berliner Stadtgrenze. An der Sporthalle eines Schulgebäude befindet sich das Giebelbild ,Energie und Leben‘. An ihrem nördlichen Ende liegt der „Abenteuerspielplatz Marzahn“. |                                                                                            |
| Hornetweg (Lage)                  | 0400                           | Golden Hornet, Apfelsorte                                                                            | 1923                                        | Er verläuft in Nordost-Südwest-Richtung zwischen Pekrunstraße und Hänflingsteig. In dieser Kolonistensiedlung sind mehrere Verkehrswege nach Tieren oder Pflanzen benannt worden. |                                                                                            |
| Hornoer Ring (Lage)               | 0600                           | Horno, ehemaliger Ortsteil von Jänschwalde in Brandenburg                                            | 15. Nov. 1999                               | Der Verkehrsweg wurde U-förmig westlich der Boxberger Straße angelegt. Hier haben sich einige Unternehmen mit großem Flächenbedarf bereits angesiedelt wie ein Recyclinghof und eine Fahrschule mit eigenem Übungsplatz. |                                                                                            |
| Jan-Petersen-Straße (Lage)        | 0400                           | Jan Petersen (1906–1969), Schriftsteller                                                             | 14. Okt. 1981                               | Die Straße erschließt mit Ästen und Schleifen das Wohngebiet zwischen Lea-Grundig- und Raoul-Wallenberg-Straße und grenzt an den Bürgerpark Marzahn. In der Umgebung sind mehrere Verkehrswege nach Künstlern oder Schriftstellern benannt worden. Erwähnenswert ist die hier befindliche Grundschule am Bürgerpark (Jan-Petersen-Straße 18b), für die in Berlin im 21. Jahrhundert wieder ein Schul-Erweiterungsbau aus vorgefertigten Stahl-Betonelementen und Fenstern eingeweiht wurde (4. März 2016). Das dreigeschossige Gebäude besitzt 24 Klassen- und Gruppenräume, ist mit modernen Sanitäranlagen ausgestattet, spezielle Unterrichtsräume für Naturwissenschaften sind dagegen nicht eingebaut worden. Der Baukomplex trägt die Bezeichnung Modularer Schulergänzungsbau (MEB) und ist einer der ersten derartiger Neubauten in Berlin. Die einfache und schnelle Aufstellung (nur ein Jahr von der Planung statt bei üblichen Schulbauten bis zu acht Jahren) trägt wesentlich dazu bei, die steigenden Schülerzahlen in Berlin zu bewältigen. |                                                                                            |
| Jonathanweg (Lage)                | 0200                           | Jonathan, Apfelsorte                                                                                 | 15. März 1999                               | Die doppelt geführte Erschließungsstraße geht am Nordknick der Allee der Kosmonauten ab und geht östlich in der Elisabethstraße weiter. In dieser Kolonistensiedlung sind mehrere Verkehrswege nach Tieren oder Pflanzen benannt worden. |                                                                                            |
| Kaiserkronenweg (Lage)            | 0260                           | Kaiserkrone, Gartenblume                                                                             | 8. Feb. 2002                                | Er verbindet Am Schmeding mit dem Hornetweg. Vor der Namensvergabe existierte dieser Weg bereits, wie alte Stadtkarten zeigen, trug jedoch keinen Namen. Auf Plänen aus der ersten Hälfte der 1920er-Jahre ist ein Platz C im Bereich des heutigen Kaiserkronenweges eingezeichnet. In dieser Kolonistensiedlung sind mehrere Verkehrswege nach Tieren oder Pflanzen benannt worden. Ab 1931 entfiel der Platz, die Fläche wurde zu Bauland. Nach der Jahrtausendwende baulich erweitert. |                                                                                            |
| Karl-Holtz-Platz (Lage)           | 0190 × 290 m                   | Karl Holtz (1899–1978), Karikaturist                                                                 | 2003                                        | Der Platz entstand auf einer Fläche, wo zwei Schulen und ein Plattenbau wegen längerem Leerstand abgerissen wurden. Das Bezirksamt hatte zur Klärung der Flächennachnutzung zwei Gutachten in Auftrag gegeben. So entstand mit Mitteln des Projekts Stadtumbau Ost – insgesamt rund 40.000 Euro – bis 2004 ein Stadtgarten. In seiner Mitte wurde ein Springbrunnen aufgestellt. |                                                                                            |
| Karl-Holtz-Straße (Lage)          | 0460                           | Karl Holtz (1899–1978), Karikaturist                                                                 | 14. Okt. 1981                               | Die Straße verläuft in Nord-Süd-Richtung zwischen dem Mittelstück der Lea-Grundig-Straße und der Rudolf-Leonhard-Straße. Südlich setzt sie sich als Fußweg bis zur Jan-Petersen-Straße fort. In der Umgebung sind mehrere Verkehrswege nach Künstlern benannt worden. |                                                                                            |
| Kemberger Straße (Lage)           | 0680                           | Kemberg, Stadt in Sachsen-Anhalt                                                                     | 15. Mai 1995                                | Zuerst war sie das nördlichste Stück des Blumberger Damms. Die Kemberger Straße verbindet die Havemannstraße mit dem Bogen Wuhletalstraße / Blumberger Damm und führt über die Neue Wuhle. |                                                                                            |
| Kiebitzgrund (Lage)               | 0180                           | Kiebitz, Vogel                                                                                       | 27. Juni 1925                               | Zuerst hieß der Verkehrsweg Straße 22, zwischen Landsberger Allee und Sterckmannweg verlaufend. In der Umgebung sind mehrere Verkehrswege nach Tieren oder Pflanzen benannt worden. |                                                                                            |
| Kienbergstraße (Lage)             | 0820                           | Kienberg, Berg im Ortsteil Marzahn                                                                   | 20. Dez. 1978                               | Sie führt mehrfach geschwungen und verästelt durch das Wohngebiet zwischen der Allee der Kosmonauten und dem Blumberger Damm westlich der namensgebenden Erhebung. |                                                                                            |
| Klandorfer Straße (Lage)          | 0520                           | Klandorf, Ortsteil der Gemeinde Schorfheide in Brandenburg                                           | 3. Aug. 1983                                | Sie verläuft zwischen der Märkischen Allee und der Schorfheidestraße und markiert einen Teil der nördlichen Berliner Grenze. An ihrem östlichen Ende liegt die Wendeschleife der Straßenbahn, daneben ein großer noch namenloser Platz. |                                                                                            |
| Klettwitzer Straße (Lage)         | 0280                           | Klettwitz, Ortsteil von Schipkau in Brandenburg                                                      | 15. Nov. 1999                               | Die Klettwitzer Straße erschließt das Gewerbegebiet südlich der Bitterfelder Straße. |                                                                                            |
| Klüsserather Weg (Lage)           | 0860                           | Klüsserath, Gemeinde und Weinort in Rheinland-Pfalz                                                  | 11. März 1937                               | Zuerst hieß sie Straße 123. Sie führt in Nord-Süd-Richtung zwischen Ruwersteig und Reiler Straße, ihre Ostseite liegt teilweise am Bahndamm, an zwei Stellen grenzen Kleingartenanlagen an diesen Weg. Der Nordabschnitt ist eine Stichstraße. In der Umgebung sind mehrere Verkehrswege nach Weinorten in Rheinland-Pfalz benannt worden. |                                                                                            |
| Kölpiner Straße (Lage)            | 0280                           | Groß Kölpin, Ortsteil von Milmersdorf in Brandenburg                                                 | 3. Aug. 1983                                | Sie verläuft zwischen zwei Armen der Golliner Straße im leichten Bogen. |                                                                                            |
| Köthener Straße (Lage)            | 0520                           | Köthen, Kreisstadt in Sachsen-Anhalt                                                                 | 12. März 1985                               | Sie verbindet die Wolfener Straße mit der Schwarzwurzelstraße und quert dabei die Wuhle. |                                                                                            |
| Kröver Straße (Lage)              | 0390                           | Kröv, Gemeinde und Weinort in Rheinland-Pfalz, bekannt durch die Weinlage „Kröver Nacktarsch“        | 8. März 1935                                | Zuerst hieß sie Straße 105, ein West-Ost-Verkehrsweg zwischen Beilsteiner Straße und Hatzenporter Weg. In der Umgebung sind mehrere Verkehrswege nach Weinorten in Rheinland-Pfalz benannt worden. |                                                                                            |
| Krummenseer Straße (Lage)         | 0430                           | Krummensee, Ortsteil von Werneuchen in Brandenburg                                                   | 29. Nov. 1997                               | Sie liegt im neu erschlossenen Wohngebiet nordwestlich der Eisenacher Straße und verbindet den Blumberger Damm geradlinig in West-Ost-Richtung mit dem Trappenfelder Pfad an der Wuhleniederung. |                                                                                            |
| Kürenzer Straße (Lage)            | 0660                           | Kürenz, Ortsbezirk von Trier und Weinort in Rheinland-Pfalz                                          | 11. März 1937                               | Zuerst hieß sie Straße 116. Sie verläuft von Ruwersteig bis Reiler Straße. In der Umgebung sind mehrere Verkehrswege nach Weinorten in Rheinland-Pfalz benannt worden. Die meisten Häuser entlang dieser Straße zeigen noch die Standardbauform der ersten Kolonisten (Bild). |                                                                                            |
| Landsberger Allee (Lage)          | 4920 (im Ortsteil)             | Landsberg, ursprünglicher Name der Stadt Altlandsberg in Brandenburg                                 | 31. Jan. 1992                               | Die Straße verlief noch bis in die 1970er Jahre direkt durch den alten Dorfanger von Marzahn, nach diversen Umbenennungen hießen zuletzt der westliche Teil Berliner Chaussee und der östliche Straße nach Alt-Landsberg. Dann wurde sie im Ortskern als nördliche Umgehung des Dorfangers neu trassiert, von 1978 bis 1992 hieß sie Leninallee. Nur wenige Wohnhäuser aus dem Ende des 19. Jahrhunderts sind hier erhalten, darunter das Haus Nummer 563, an dessen Giebel das Bild Gedenkstätte 21. April 1945 an den Einzug der sowjetischen Streitkräfte entlang dieser Straße erinnert. | Baudenkmal LA 563                                                                          |
| Langhoffstraße (Lage)             | 0400                           | Wolfgang Langhoff (1901–1966), Schauspieler und Regisseur                                            | 1. März 1978                                | Sie verbindet in gerader Nord-Süd-Führung die Poelchaustraße mit dem Murtzaner Ring. |                                                                                            |
| Lattichweg (Lage)                 | 0240                           | Lattich, Korbblütler                                                                                 | 9. Nov. 1936                                | Die Straße verläuft in West-Ost-Richtung südlich parallel zur Ahrensfelder Chaussee und verbindet den Radieschenpfad mit der Schwarzwurzelstraße. In der Umgebung sind mehrere Verkehrswege nach Tieren oder Pflanzen benannt worden. Die Straße verläuft in West-Ost-Richtung südlich parallel zur Ahrensfelder Chaussee durch ein Kleinsiedlungsgebiet. |                                                                                            |
| Lea-Grundig-Straße (Lage)         | 0980                           | Lea Grundig (1906–1977), Grafikerin                                                                  | 14. Okt. 1981                               | Die Straße verbindet die Mehrower Allee südwestwärts mit der Raoul-Wallenberg-Straße. Im Nordabschnitt verfügt sie über einen Nebenarm, in den die Karl-Holtz-Straße mündet. |                                                                                            |
| Leunaer Straße (Lage)             | 0240                           | Leuna, Stadt in Sachsen-Anhalt                                                                       | 15. Sep. 1997                               | Zuerst war sie eine namenlose Erschließungsstraße im Gewerbegebiet Bitterfelder/Wolfener Straße. Sie geht von der Wolfener Straße westwärts ab in Richtung S-Bahnhof Mehrower Allee, vor dem sich ein großer P+R-Platz befindet. |                                                                                            |
| Liebensteiner Straße (Lage)       | 0560                           | Bad Liebenstein, Stadt in Thüringen                                                                  | 9. Juni 1982                                | Sie verläuft zweifach abgewinkelt zwischen Trusetaler Straße und Mehrower Allee. |                                                                                            |
| Loefer Weg (Lage)                 | 0320                           | Loef, Gemeinde und Weinort in Rheinland-Pfalz                                                        | 11. März 1937                               | Zuerst hieß der Weg Straße 117. Er verbindet in Nord-Süd-Richtung den Thurandter Weg mit der Reiler Straße. In der Umgebung sind mehrere Verkehrswege nach Weinorten in Rheinland-Pfalz benannt worden. |                                                                                            |
| Ludwig-Renn-Straße (Lage)         | 0800                           | Ludwig Renn (1889–1979), Schriftsteller                                                              | 16. Juli 1980                               | Der Verkehrsweg verläuft hakenförmig zwischen Sella-Hasse- und Raoul-Wallenberg-Straße. In der Umgebung sind mehrere Verkehrswege nach Künstlern oder Schriftstellern benannt worden. |                                                                                            |
| Luise-Zietz-Straße (Lage)         | 0220 (im Ortsteil)             | Luise Zietz (1865–1922), Politikerin (SPD, USPD)                                                     | 24. Mai 1951                                | Ab etwa 1906 angelegt, hieß sie zuerst die Fürstenstraße. Der überwiegende Teil der Straße befindet sich in Biesdorf. Nur der Hausnummernbereich 87–129 (ungerade; Westseite zwischen Marchwitzastraße und Allee der Kosmonauten) gehört zu Marzahn. In der Umgebung sind weitere Verkehrswege nach Künstlern oder Schriftstellern benannt worden. |                                                                                            |
| Lütztalweg (Lage)                 | 0320                           | Tal des Lützbachs, Zufluss der Mosel                                                                 | 11. März 1937                               | Zuerst hieß der Weg Straße 19. In der Umgebung sind mehrere Verkehrswege nach Weinorten in Rheinland-Pfalz benannt worden. |                                                                                            |
| Manksweg (Lage)                   | 0380                           | Manks, Apfelsorte                                                                                    | vor 1925                                    | Zuerst waren es die Straße 7 und Straße 9; bis 1930 aber noch nicht bebaut. In der Umgebung sind mehrere Verkehrswege nach Tieren oder Pflanzen benannt worden. Dieser Weg bildet die östliche Grenze der ehemaligen Kolonistensiedlung und verläuft zwischen Blenheim- und Pekrunstraße. |                                                                                            |
| Märkische Allee (Lage)            | 7360                           | Mark Brandenburg, historische Landschaft                                                             | 31. Jan. 1992                               | Bei ihrer Neuanlage 1978 hieß die Allee Heinrich-Rau-Straße nach dem DDR-Politiker Heinrich Rau. Die Nord-Süd-Magistrale Straße wurde in den 1970er Jahren völlig neu trassiert und für einen umfangreichen Verkehr ausgelegt. Sie läuft im leichten Bogen östlich parallel Wriezener Bahn und verbindet als Teil der B 158 die Ahrensfelder Chaussee / Dorfstraße mit der Straße Alt-Friedrichsfelde / Alt-Biesdorf B 1/B 5. Sie tangiert zwei Plätze und besitzt im mittleren Bereich mehrere gleich benannte Arme, die in die Wohngebiete führen. |                                                                                            |
| Märkische Spitze (Lage)           | 0660                           | Mark Brandenburg, historische Landschaft                                                             | 15. Sep. 1997                               | Die Märkische Spitze westlich der Märkischen Allee war nach ihrer Anlage zunächst einige Jahre namenlos. Sie dient der verkehrsmäßigen Erschließung für einige Kaufeinrichtungen im Möbel- und Technikbereich. |                                                                                            |
| Marchwitzastraße (Lage)           | 0680 (480 + 195)               | Hans Marchwitza (1890–1965), Schriftsteller                                                          | 1. März 1978                                | Die verästelte Wohngebiets-Erschließungsstraße verläuft zwischen Allee der Kosmonauten und Öseler Straße in Biesdorf. In der Umgebung sind mehrere Verkehrswege nach Künstlern oder Schriftstellern benannt worden. |                                                                                            |
| Marga-Faulstich-Straße (Lage)     | 0                              | Marga Faulstich (1915–1998), Glaschemikerin                                                          | 2015                                        | Die Straße soll im Bereich des 90 Hektar großen Clean Tech Business Parks verlaufen, zu dessen Anlage im Jahr 2012 der erste Spatenstich erfolgte und der im September 2014 amtlich gewidmet wurde. Im Juli 2015 hatten gerade Bodenbearbeitungen begonnen, ein Straßennetz zeichnete sich überhaupt noch nicht ab. | Foto im Jahr 2015 noch nicht möglich.                                                      |
| Marie-Wreschner-Straße (Lage)     | 0                              | Marie Wreschner (1887–1941), Physikerin                                                              | 2015                                        | Die Straße verläuft im Bereich des 90 Hektar großen Clean Tech Business Parks, zu dessen Anlage im Jahr 2012 der erste Spatenstich erfolgte und der im September 2014 amtlich gewidmet wurde. Im Juli 2015 hatten gerade Bodenbearbeitungen begonnen, ein Straßennetz zeichnete sich überhaupt noch nicht ab. | Foto im Jahr 2015 noch nicht möglich.                                                      |
| Martha-Arendsee-Straße (Lage)     | 0480                           | Martha Arendsee (1885–1953), Politikerin (KPD) und Widerstandskämpferin                              | 20. Dez. 1978                               | Sie geht im Bogen von der Bruno-Baum-Straße westwärts ab und läuft dann südwärts bis zur Poelchaustraße. |                                                                                            |
| Marzahner Chaussee (Lage)         | 2100 (im Ortsteil)             | Verkehrsweg nach Marzahn, Ortsteil des Bezirks Marzahn-Hellersdorf                                   | vor 1900 (mit Unterbrechung)                | Zuerst hieß sie Straße nach Friedrichsfelde, dann Marzahner Chaussee, zwischen 1905 und 1935 Victoriastraße. Der Verkehrsweg führte von der früheren Berliner Straße (heute: Alt-Friedrichsfelde) bis nach Alt-Marzahn. Beim Bau der Wriezener Bahn führte die Straße über das Gelände des späteren Bahnhof Magerviehhof. Um 1980 wurde das Nordstück etwas westwärts verlegt und an ein neues Gewerbegebiet angeschlossen, das in Teilen zum Bezirk Lichtenberg gehört. Das nördliche Reststück wurde in das Straßensystem des neuen Stadtbezirks Marzahn integriert und erhielt den Namen Bruno-Baum-Straße. |                                                                                            |
| Marzahner Promenade (Lage)        | 1340                           | Marzahn, Ortsteil des Bezirks Marzahn-Hellersdorf                                                    | 28. Dez. 1983                               | Der Fußgängerbereich zwischen dem Eastgate und dem Freizeitforum Marzahn wurde ab 1970 als „gesellschaftliches Zentrum“ mit zahlreichen Geschäften und Einkehrmöglichkeiten angelegt. Nach 1990 lange Zeit leerstehend, belebt sich die Promenade nach abgeschlossener Sanierung der umgebenden Plattenwohnbauten seit etwa 2005 wieder. Zusätzlich sollen die Schaufenster und Eingangsbereiche der Hauseingänge erneuert werden. Einige der Räume wurden und werden an Künstler vermietet; darüber hinaus gibt es hier die Kommunale „Galerie M“. Jeweils für ein Jahr gibt es an und in der Promenade ein besonderes Kunst-Projekt. | Marzahner Promenade 1987                                                                   |
| Max-Herrmann-Straße (Lage)        | 0600                           | Max Herrmann (1865–1942), Theaterwissenschaftler                                                     | 7. Nov. 1984                                | Die Straße geht von einem Nebenarm der Mehrower Allee südwärts ab und verläuft in Knicken und Bögen. Mit dem Hauptarm der Mehrower Allee besteht keine direkte Verbindung. Die Straße wird in ihrer vollen Länge von einer Straßenbahntrasse begrenzt, an der ein Fuß- und Radweg entlangführt. |                                                                                            |
| Meeraner Straße (Lage)            | 0800                           | Meerane, Stadt in Sachsen                                                                            | 27. Okt. 1997                               | Die Straße geht ostwärts von der Rhinstraße ab und erschließt in mehreren Ästen das Gewerbegebiet, südwärts endet sie dann an der Allee der Kosmonauten. |                                                                                            |
| Mehrower Allee (Lage)             | 1420                           | Mehrow, Ortsteil von Ahrensfelde in Brandenburg                                                      | 31. Jan. 1992                               | Ab 1978 hieß sie zuerst Otto-Winzer-Straße nach dem DDR-Politiker Otto Winzer. Diese verkehrsreiche West-Ost-Straße zwischen Märkische Allee und Blumberger Damm wird beidseitig parallel zu den Fahrwegen von gleichnamigen Wohngebietserschließungsstraßen begleitet, die jedoch zweimal unterbrochen sind (zwischen Felsenstein- und Sella-Hasse-Straße sowie zwischen Max-Hermann-/Trusetaler Straße und Lea-Grundig-Straße). Östlich setzt sich der Verkehrsweg als Glambecker Ring fort. In ihrem mittleren Bereich bildet die Straßentrasse eine platzähnliche Aufweitung. |                                                                                            |
| Merler Weg (Lage)                 | 0320                           | Merl, Ortsteil von Zell und Weinort in Rheinland-Pfalz                                               | 8. März 1935                                | Zuvor hieß der Weg Straße 108. Der West-Ost-Straßenzug verbindet die Beilsteiner Straße mit der Marzahner Chaussee, westlich besitzt er einen Wurmfortsatz, an dem sich eine Kinderspielhalle etabliert hat. In der Umgebung sind mehrere Verkehrswege nach Weinorten in Rheinland-Pfalz benannt worden. |                                                                                            |
| Merseburger Straße (Lage)         | 0260                           | Merseburg, Kreisstadt in Sachsen-Anhalt                                                              | 12. März 1985                               | Sie verbindet die Schwarzwurzel- mit der Dessauer Straße im leichten Bogen verlaufend. |                                                                                            |
| Mühlenbecker Weg (Lage)           | 0490                           | Mühlenbeck, Ortsteil der Gemeinde Mühlenbecker Land in Brandenburg                                   | 1. Dez. 1994                                | Der Fußweg verläuft von der Raoul-Wallenberg-Straße südwestlich und ist mit der Franz-Stenzer-Straße verbunden. – In der Umgebung sind mehrere Verkehrswege nach ehemaligen Dörfern im Umland von Berlin benannt worden. |                                                                                            |
| Murtzaner Ring (Lage)             | 1100                           | Murtzan, erster urkundlich überlieferter Name von Marzahn                                            | 1. März 1978                                | Er geht halbkreisförmig südwärts von der Poelchaustraße ab und tangiert dann die Langhoffstraße mittig. |                                                                                            |
| Neufahrwasserweg (Lage)           | 0280                           | Neufahrwasser, Ortsteil von Danzig, heute Gdańsk-Nowy Port in Polen                                  | 9. Juni 1933                                | Zuerst hieß der Weg Straße 11. Er verbindet den Rebhuhnweg mit dem Kiebitzgrund in der Kleinwohnsiedlung südwestlich von Alt-Marzahn. Zwischen dieser Straße und der Landsberger Allee steht die Kirche von der Verklärung des Herrn. |                                                                                            |
| Niemegker Straße (Lage)           | 0360                           | Niemegk, Stadt in Brandenburg                                                                        | 3. Aug. 1983                                | Die Straße verläuft zwischen Fläming- und Wittenberger Straße im leichten Bogen. |                                                                                            |
| Nordring (Lage)                   | 0900                           | Nordring, Name eines hier angesiedelten Autohauses                                                   | 15. Feb. 1997                               | Der Nordring war einige Jahre nach seiner Anlage namenlos. Im eigentlichen Wortsinn ist es keine Ringstraße: sie verbindet geradlinig die Hohenschönhauser Straße mit der Wolfener Straße und bildet die nördliche Begrenzung des Gewerbeareals. |                                                                                            |
| Oberweißbacher Straße (Lage)      | 0410                           | Oberweißbach, Ortsteil der Stadt Schwarzatal in Thüringen                                            | 9. Juni 1982                                | Der Straßenzug verläuft zuerst nordwärts von der Mehrower Allee und nach einem Knick ostwärts bis zum Blumberger Damm. An der Oberweißbacher Straße befinden sich ein Jugendheim, die Hobrecht-Oberschule und der Felix-Hof (ein von der gleichnamigen Wohnungsgenossenschaft errichteter Gebäudekomplex). |                                                                                            |
| Oppermannstraße (Lage)            | 0560                           | David Oppermann (18. Jh.), Kolonist aus der Kurpfalz                                                 | 9. Juni 1933                                | Zuerst hieß der Verkehrsweg Straße 1, auch Oppermannweg. Sie verläuft nordwestlich der Landsberger Allee zwischen der Jan-Petersen- und der Schönagelstraße. |                                                                                            |
| Otto-Rosenberg-Platz (Lage)       | 030 (Durchmesser)              | Otto Rosenberg (1927–2001), Vorsitzender der Berlin-Brandenburgischen Sinti- und Roma-Union          | 16. Dez. 2007                               | Der heutige Platz war eine Teilfläche eines ehemaligen Zwangslagers für Sinti und Roma. Im Jahr 2006 wurde zunächst eine Informationstafel aufgestellt, die an die Geschichte erinnert. Ein Jahr später – genau am Jahrestag des „Auschwitz-Erlasses“ (1942) erhielt das Rondell seinen Ehrennamen. Der Platz liegt in unmittelbarer Nähe zum S-Bahnhof Raoul-Wallenberg-Straße. |                                                                                            |
| Otto-Rosenberg-Straße (Lage)      | 0460                           | Otto Rosenberg (1927–2001), Vorsitzender der Berlin-Brandenburgischen Sinti- und Roma-Union          | 16. Dez. 2007                               | Im Jahr 1936 wurde in der Zeit des Nationalsozialismus auf der Fläche entlang dieser Straße ein Lager für Sinti und Roma eingerichtet, um die als Zigeuner verunglimpften Menschen während der Olympischen Spiele aus der Stadt herauszuhalten. Erst spät wurde das Massaker mit der Verleihung des Namens einer der wenigen Überlebenden für die Straße und den Platz öffentlich gemacht. Die Otto-Rosenberg-Straße war zuvor der südöstliche Bereich der Wolfener Straße. Direkt am S-Bahnhof hat sich ein Don-Bosco-Zentrum eingerichtet. | Nahe am S-Bahnhof Marzahn, Blick über den gleichnamigen Platz                              |
| Parkerweg (Lage)                  | 0220                           | Parkers Pepping, Apfelsorte                                                                          | vor 1925                                    | Zuerst hieß der Weg Straße 3. Nach seiner Namensgebung wurde er erst Parker Weg geschrieben. In dieser Kolonistensiedlung sind mehrere Verkehrswege nach Tieren oder Pflanzen benannt worden. |                                                                                            |
| Parsteiner Ring (Lage)            | 0620                           | Parstein, Ortsteil der Gemeinde Parsteinsee in Brandenburg                                           | 11. Aug. 1982                               | Er setzt östlich am Glambecker Ring an und bildet zusammen mit dem Brodowiner Ring eine geschlossene Wohngebiets-Erschließungsstraße, die in West-Ost-Richtung von der Ringenwalder Straße durchschnitten wird. In ihrem Verlauf bilden die beiden Ringe, die Hohensaatener Straße und die Ringenwalder Straße die Grenzen einer größeren Grünfläche. Diese wurde 2010 mittels Fördergeldern der EU zu einem noch namenlosen Stadtplatz gestaltet, der dem Thema Erhalt der Biodiversität gewidmet ist. Um ein Rondell aus drei großen Findlingen sind in gleichmäßigen Abständen Keramikplatten mit Motiven aus Flora und Fauna eingelassen. |                                                                                            |
| Paul-Dessau-Straße (Lage)         | 0420                           | Paul Dessau (1894–1979), Komponist                                                                   | 16. Juli 1980                               | Sie geht nordwärts von der Raoul-Wallenberg-Straße ab und beschreibt einen Viertelkreis bis zum Anschluss an die Ludwig-Renn-Straße. Dabei entsteht ein großzügiger begrünter Innenhof. In der Umgebung sind mehrere Verkehrswege nach Künstlern oder Schriftstellern benannt worden. |                                                                                            |
| Paul-Schwenk-Straße (Lage)        | 0460                           | Paul Schwenk (1880–1960), Politiker (KPD) und Widerstandskämpfer                                     | 20. Dez. 1978                               | Sie verläuft viertelkreisförmig westlich der Bruno-Baum-Straße bis zur Martha-Arendsee-Straße. |                                                                                            |
| Pekrunstraße (Lage)               | 1160                           | Arthur Pekrun (1852–1940), Pomologe                                                                  | 1923                                        | Zuerst hieß sie Kaiser-Friedrich-Straße (ab ca. 1910). In der Umgebung sind mehrere Verkehrswege nach Tieren oder Pflanzen benannt worden. |                                                                                            |
| Pflanzergasse (Lage)              | 060                            | andere Bezeichnung für einen Landwirt                                                                | 9. Nov. 1936                                | In der Umgebung sind mehrere Verkehrswege nach Tieren oder Pflanzen benannt worden. |                                                                                            |
| Pöhlbergstraße (Lage)             | 0490                           | Pöhlberg, Berg im Erzgebirge                                                                         | 20. Dez. 1978                               | Die Straße verläuft zwischen Blumberger Damm (als westliche Fortsetzung der Spitzmühler Straße) und knickt dann südwärts zur Bärensteinstraße ab. Sie tangiert den alten Marzahner Kirchhof. |                                                                                            |
| Poelchaustraße (Lage)             | 1840 (1060 + 215 + 300 + 270)  | Harald Poelchau (1903–1972), Gefängnispfarrer und Widerstandskämpfer                                 | 31. Jan. 1992                               | Ab 1978 hieß sie Karl-Maron-Straße nach dem DDR-Politiker Karl Maron. Die Straße verläuft als West-Ost-Straßenzug zwischen dem gleichnamigen S-Bahnhof und der Allee der Kosmonauten. Sie besitzt drei südliche Seitenarme, an die sich der Murtzaner Ring und die Langhoffstraße anschließen. |                                                                                            |
| Premnitzer Straße (Lage)          | 0430                           | Premnitz, Stadt in Brandenburg                                                                       | 11. Aug. 1997                               | Der Verkehrsweg ist die östliche Fortsetzung des Nordarms des Schkopauer Rings auf der Ostseite der Wolfener Straße im Gewerbegebiet und wurde nach 1990 angelegt. Sie führt als Sackgasse bis an die Wriezener Bahn in der Nähe des S-Bahnhofs Mehrower Allee heran. In dieser Straße befinden sich das Umweltbüro für Berlin-Brandenburg e. V. mit der Redaktion einer Umweltzeitschrift sowie das Berlin Natur- und Umweltamt als untere Behörden des Umweltbundesamtes (Nummer 4) und das Gesundheitsamt (Nummern 11–13). |                                                                                            |
| Pritzhagener Weg (Lage)           | 0420                           | Pritzhagen, Ortsteil der Gemeinde Oberbarnim in Brandenburg                                          | 29. Nov. 1997                               | Die Straße im neuen Wohngebiet um den Altlandsberger Platz verbindet als Nord-Süd-Straßenzug die Spitzmühler mit der Eisenacher Straße. Sie beginnt am Wellenpark und tangiert den Altlandsberger Platz. |                                                                                            |
| Prötzeler Ring (Lage)             | 0340                           | Prötzel, Gemeinde in Brandenburg                                                                     | 29. Nov. 1997                               | Die Straße im neuen Wohngebiet um den Altlandsberger Platz nimmt einen dreieckförmigen Verlauf. Sie verbindet die Südseite der Landsberger Allee mit dem Nordende des Trappenfelder Pfads. Am südwestlichen Knick schließen westwärts der Hennickendorfer und südwärts der Hirschfelder Weg an. |                                                                                            |
| Pyramidenring (Lage)              | 1260                           | Pyramide, Name eines 1995 errichteten Büro- und Geschäftshauses                                      | 4. Aug. 1997                                | Der Verkehrsbereich südlich der Landsberger Allee über die Beilsteiner Straße existierte lange vorher, es war der Hohenschönhauser Weg. Von diesem blieb beim Bau des neuen Stadtbezirks noch eine namentlich bezeichnete Sackgasse übrig, die eine Zufahrt zu Bahnanlagen ermöglichte. Als die Ecke Landsberger Allee mit dem Geschäftshaus Pyramide neu erschlossen wurde, ging die frühere Stichstraße in dem neuen Pyramidenring auf. Dieser verläuft im Bogensegment von der Landsberger Allee zur Rhinstraße. |                                                                                            |
| Rabensteiner Straße (Lage)        | 0680                           | Rabenstein, Gemeinde in Brandenburg                                                                  | 3. Aug. 1983                                | Die Verkehrsverbindung verläuft treppenförmig zwischen Havemannstraße und Borkheider Straße. |                                                                                            |
| Radebeuler Straße (Lage)          | 0500                           | Radebeul, Stadt in Sachsen                                                                           | 1. Okt. 1993                                | Sie verbindet die Nahtstelle der Beilsteiner Straße und Marzahner Chaussee an ihrem nördlichsten Punkt mit der Coswiger Straße südwärts und gehört zum Gewerbegebiet. |                                                                                            |
| Radieschenpfad (Lage)             | 0100                           | Radieschen, Gemüseart                                                                                | 9. Nov. 1936                                | Dieser Nord-Süd-Weg liegt inmitten einer Kolonistensiedlung südlich der Ahrensfelder Chaussee. In der Umgebung sind mehrere Verkehrswege nach Pflanzen benannt worden. | Blick von Süd nach Nord; im Hintergrund kath. Kirche St. Konrad von Parzham in Ahrensfelde |
| Raoul-Wallenberg-Straße (Lage)    | 1350                           | Raoul Wallenberg (1912–1947), schwedischer Diplomat                                                  | 31. Jan. 1992                               | Bei ihrer Erstanlage 1978 hieß sie Bruno-Leuschner-Straße nach dem DDR-Politiker Bruno Leuschner. Der Verkehrsweg verläuft von der Märkischen Allee in Süd-Ost-Richtung bis zur Landsberger Allee. Südlich bildet die Allee der Kosmonauten die Fortsetzung. | Südwärts, an der Einmündung in die Märkische Allee                                         |
| Rebhuhnweg (Lage)                 | 0600                           | Rebhuhn, Hühnervogel                                                                                 | 8. März 1935                                | Die Straße hieß ab 1925 Rebhuhnweide. Der östliche Teil der Straße (siehe Plan) wurde 1978 der Blenheimstraße zugeschlagen. Heute verläuft die Straße im Kleinsiedlungsbereich südwestlich von Alt-Marzahn von der Landsberger Allee kommend nur noch bis zur Blenheimstraße. |                                                                                            |
| Reiler Straße (Lage)              | 0480                           | Reil, Gemeinde und Weinort in Rheinland-Pfalz                                                        | 8. März 1935                                | Zuerst hieß sie Straße 103. Sie verläuft von der Marzahner Chaussee bis Klüsserather Weg. In der Umgebung sind mehrere Verkehrswege nach Weinorten in Rheinland-Pfalz benannt worden. |                                                                                            |
| Rhinstraße (Lage)                 | 1070 (im Ortsteil)             | Rhin, Nebenfluss der Havel                                                                           | um 1912                                     | Die Straße in ihrer heutigen Ausprägung als Magistrale entstand vor allem in der zweiten Hälfte des 20. Jahrhunderts durch Ausbau und Zusammenführung vorher vorhandener einzelner Abschnitte. Sie verläuft zwischen dem Ortsteil Hohenschönhausen und der Kreuzung mit Alt-Friedrichsfelde, wo sie als Straße Am Tierpark weiterführt. Zu Marzahn gehört nur die nordwestliche Seite mit dem Nummernbereich 40–140 (gerade). Andere Straßenabschnitte gehören zu Alt-Hohenschönhausen, Lichtenberg und Friedrichsfelde. Erwähnenswert ist in diesem Bereich die „Pyramide“ und eine Filiale von Mercedes-Benz. |                                                                                            |
| Ringenwalder Straße (Lage)        | 0730 (490 + 240)               | Ringenwalde, Ortsteil von Temmen-Ringenwalde in Brandenburg                                          | 11. Aug. 1982                               | Die Straße verläuft von einem östlichen Arm des Blumberger Damms, dann versetzt und im leichten Südknick bis zur Landsberger Allee. Außerdem besitzt sie einen Querarm. In ihrem Verlauf bildet die Straße zusammen mit dem Parsteiner Ring, dem Glambecker Ring und der Hohensaatener Straße eine größere Grünfläche. Diese wurde 2010 mittels Fördergeldern der EU zu einem noch namenlosen Stadtplatz gestaltet, der dem Thema „Erhalt der Biodiversität“ gewidmet ist. Um ein Rondell aus drei großen Findlingen sind in gleichmäßigen Abständen Keramikplatten mit Motiven aus Flora und Fauna eingelassen. |                                                                                            |
| Rosenbecker Straße (Lage)         | 0860 (560 + 150 + 150)         | Rosenbeck, Ortslage im Ortsteil Eichhorst der Gemeinde Schorfheide in Brandenburg                    | 3. Aug. 1983                                | Die Straße verbindet die Klandorfer mit der Havemannstraße. Im mittleren Bereich verfügt sie über zwei Nebenarme. Am 6. Juni 1990 wurde in der Rosenbecker Straße 3 die in der DDR untergetauchte RAF-Aussteigerin Susanne Albrecht verhaftet. |                                                                                            |
| Rudolf-Filter-Weg (Lage)          | 0100                           | Rudolf Filter (1833–1897), Pädagoge und Kantor im Dorf Marzahn                                       | 15. Mai 2000                                | Ab etwa 1930 hieß diese Straße Filterweg, die 1976 bei der massiven Neubebauung von Marzahn amtlich entwidmet wurde. Der Fußweg bestand allerdings weiterhin und wurde im Jahr 2000 nun mit dem vollständigen Namen neu bezeichnet und besser befestigt. |                                                                                            |
| Rudolf-Leonhard-Straße (Lage)     | 0630                           | Rudolf Leonhard (1889–1953), Schriftsteller                                                          | 6. Okt. 1981                                | Der Verkehrsweg verbindet die Lea-Grundig-Straße mit dem Blumberger Damm und setzt sich östlich als Hohensaatener Straße fort. In der Umgebung sind mehrere Straßen nach Künstlern oder Schriftstellern benannt worden. |                                                                                            |
| Ruwersteig (Lage)                 | 0850 (500 + 250 + 100)         | Ruwer, Nebenfluss der Mosel                                                                          | 8. März 1935                                | Der Steig entstand zunächst um 1933 als Straße 107. Der West-Ost-Straßenzug verbindet die Beilsteiner Straße über die Marzahner Chaussee mit der Kürenzer Straße und hat in der westlichen Hälfte in Nord-Süd-Richtung eine Verbindung zur Kröver Straße durch einen Teil der Kleingartenanlage Aufbau. Am östlichen Ende führt ein Fußweg zur Klüsserather Straße. Auch dort befinden sich Parzellen der KGA Aufbau. In der Umgebung sind mehrere Verkehrswege nach Weinorten in Rheinland-Pfalz benannt worden. |                                                                                            |
| Salanderweg (Lage)                | 0300                           | Salander, vermutlich abgeleitet von Solan, wo die Birnensorte Solanka gezüchtet wurde                | 1923                                        | Ab 1910 hieß der Weg zuerst Schillerstraße. Er liegt im Kleinsiedlungsbereich südwestlich von Alt-Marzahn und verbindet die Pekrun- mit der Vierlandenstraße. |                                                                                            |
| Scheibenbergstraße (Lage)         | 0460                           | Scheibenberg, Berg im Erzgebirge                                                                     | 20. Dez. 1978                               | Die Straße schlängelt sich von der Kreuzung Blenheimstraße / Manksweg bis zur Pekrunstraße. Südlich setzt sie sich als Fichtelbergstraße fort. Sie liegt etwa auf der früheren Trasse des Dielstegs, des Kuevettstegs und des Riverswegs, die der neuen Wohnbebauung weichen mussten. Zwischen Scheibenberg-, Pekrunstraße und Manksweg befindet sich eine größere Grünfläche, auf der seit 1984 der Keramikbrunnen des Künstlers Wolfgang Weber mit dem Titel Tanz der Jugend steht. (Drei Keramiksäulen von unterschiedlicher Höhe sind in einer Brunnenschale (7,10 m Durchmesser) aufgestellt, eine tanzt außerhalb.) | Brunnen                                                                                    |
| Schkopauer Ring (Lage)            | 0700                           | Schkopau, Gemeinde in Sachsen-Anhalt                                                                 | 1. Juni 1997                                | Er verläuft U-förmig westlich der Wolfener Straße in dem gleichnamigen Gewerbegebiet. |                                                                                            |
| Schleusinger Straße (Lage)        | 0340                           | Schleusingen, Stadt in Thüringen                                                                     | 9. Juni 1982                                | Sie verbindet die Trusetaler von Norden und von Westen mit der Mehrower Allee und besitzt zwei als Stichstraßen ausgeführte Arme. In der Straße (Nr. 12) befindet sich die Kirche Marzahn/Nord. |                                                                                            |
| Schönagelstraße (Lage)            | 0710                           | Johann Georg Schönagel († 1785), Kolonist aus der Kurpfalz                                           | 9. Juni 1933                                | Zuerst hieß sie Straße 3 in einem Kleinsiedlungsgebiet. 1993 wurde der West-Ost-Verkehrsweg nach Norden verlängert, er verbindet nunmehr die Raoul-Wallenberg-Straße mit der Rudolf-Leonhard-Straße und tangiert hier Freisportanlagen. Die südliche Anbindung zur Landsberger Allee heißt „Zur Schönagelstraße“, die allerdings nur ein Fuß- und Radweg ist. (siehe auch: Kiezpark Schönagelstraße.) |                                                                                            |
| Schorfheidestraße (Lage)          | 0620                           | Schorfheide, Waldgebiet in Brandenburg                                                               | 3. Aug. 1983                                | Die Straße durchquert das nördlichste Wohngebiet Marzahns von der Ahrensfelder Chaussee bzw. der Klandorfer Straße bis zur Havemannstraße. Dort setzt sie sich als Borkheider Straße südlich fort. An der Turnhalle der Schule (Nr. 42) befindet sich ein Giebelbild von Bernd Martin und M. Lewandowski Vom Sinn der Arbeit. Ganz im Norden, an der Ecke Hohenwalder Straße gibt es einen kommunalen Abenteuerspielplatz. An der Einmündung in die Havemannstraße ist mit einfachen Landschaftsmitteln eine Mini-Schorfheide nachgebildet worden. In der Umgebung sind mehrere Verkehrswege nach Dörfern oder Landschaften im Barnimer Land benannt worden. |                                                                                            |
| Schragenfeldstraße (Lage)         | 0400                           | Schragenfeld, alte Flurbezeichnung nach einem Holzsägeplatz                                          | 20. Dez. 1978                               | Die Straße erschließt ein Kleinsiedlungsgebiet südlich der Allee der Kosmonauten. |                                                                                            |
| Schwalbenflug (Lage)              | 0140                           | Schwalbe, Zugvogel                                                                                   | 27. Juni 1925                               | Zuerst hieß der Verkehrsweg Straße 30. Er ist eine kurze Verbindung zwischen Hänflingsteig und Dompfaffenweg. In dieser Kolonistensiedlung sind mehrere Verkehrswege nach Tieren oder Pflanzen benannt worden. |                                                                                            |
| Schwarzburger Straße (Lage)       | 0480                           | Schwarzburg, Gemeinde in Thüringen                                                                   | 9. Juni 1982                                | Der winklig geführte Straßenzug verläuft zwischen Wuhletal- und Trusetalstraße. Diese Straße bildet mit der Oberweißbacher und der Sitzendorfer Straße eine große noch namenlose Grünanlage, die auf der Abrissfläche eines Schulgebäudes entstand. An deren Ausgestaltung werden die Anwohner mit beteiligt; der vorläufige Name lautet Kiezpark. Hier steht bereits seit 1988 ein dreiteiliges Figurenensemble aus Eichenholz. Es wurde von Harald Stephan angefertigt und stellt einen Menschenzyklus symbolisch dar: ein junges Paar, eine Mutter mit Kindern und ein älteres Paar sind aus den Baumstämmen herausgearbeitet. |                                                                                            |
| Schwarze-Pumpe-Weg (Lage)         | 0160 + 280                     | Schwarze Pumpe, Ortsteil von Spremberg in Brandenburg, Industrie- und Kraftwerksstandort             | 15. Nov. 1999                               | Die doppelt geführte Straße erschließt das Gewerbegebiet Bitterfelder Straße/Wolfener Straße. |                                                                                            |
| Schwarzwurzelstraße (Lage)        | 1000                           | Schwarzwurzel, Gemüseart                                                                             | 9. Nov. 1936                                | Sie durchquert das Kleinsiedlungsgebiet südlich der Ahrensfelder Chaussee in West-Ost-Richtung und erhielt 1985 eine Nord-Anbindung an die Chaussee. Eine hier errichtete Kindereinrichtung ist mit einem Giebelbild von Ursula Wolf versehen: Nest (oder Horst), das 1988 angefertigt wurde. In der Umgebung sind mehrere Verkehrswege nach Tieren oder Pflanzen benannt worden. |                                                                                            |
| Sella-Hasse-Straße (Lage)         | 0440                           | Sella Hasse (1878–1963), Grafikerin                                                                  | 6. Mai 1981                                 | Die Wohngebietserschließungsstraße in mehreren Segmenten ist an die Mehrower Allee, die Ludwig-Renn-Straße und – fußläufig – an die Alfred-Döblin-Straße angebunden. In der Umgebung sind mehrere Verkehrswege nach Künstlern oder Schriftstellern benannt worden. An der Ecke mit der Mehrower Allee wurde ein größeres Geschäftszentrum in den Straßenzug integriert, das den Namen Marzahn-Plaza erhielt. |                                                                                            |
| Sitzendorfer Straße (Lage)        | 0310                           | Sitzendorf, Gemeinde in Thüringen                                                                    | 9. Juni 1982                                | Der West-Ost-Straßenzug verläuft zwischen Schwarzburger Straße und dem nordwestlichen Ende des Blumberger Damms. |                                                                                            |
| Spinatweg (Lage)                  | 0120                           | Spinat, Gemüseart                                                                                    | 9. Nov. 1936                                | Die Straße im Kleinsiedlungsgebiet südlich der Ahrensfelder Chaussee setzt sich nördlich außerhalb der Berliner Stadtgrenze als Georg-Forster-Allee fort. In der Umgebung sind mehrere Verkehrswege nach Tieren oder Pflanzen benannt worden. |                                                                                            |
| Spitzmühler Straße (Lage)         | 0420                           | Spitzmühle, Ortsteil von Strausberg in Brandenburg                                                   | 29. Nov. 1997                               | Der West-Ost-Straßenzug im Wohngebiet um den Altlandsberger Platz geht westwärts vom Blumberger Damm ab. Die Straße bildet eine Grenze zum Wellenpark, der bis zur Wuhleniederung heranreicht. |                                                                                            |
| Stangeweg (Lage)                  | 0380                           | Johann Nicolai Stange († 1776), einer der ersten Kolonisten aus der Kurpfalz                         | 1925                                        | Zuerst hieß der Weg Straße 4. Der Stangeweg verläuft nordostwärts der Oppermannstraße und bildet mit dem ebenfalls nach einem Kolonisten benannten Grohsteig einen spitzen Winkel zurück (umgekehrtes „V“). |                                                                                            |
| Sterckmannweg (Lage)              | 0640                           | Sterckmann, Name des Züchters einer Butterbirne                                                      | 1924                                        | Zuerst hieß der Weg Straße 2, dann Sterkmannweg (ohne „ck“) oder Sterckmanns Weg geschrieben, ab 1930 in die heutige Schreibweise korrigiert. Er liegt im Kleinsiedlungsgebiet südwestlich von Alt-Marzahn. In der Umgebung sind zahlreiche Straßen nach Tieren oder Pflanzen benannt worden. |                                                                                            |
| Stolzenhagener Straße (Lage)      | 0440                           | Stolzenhagen, Ortsteil von Wandlitz in Brandenburg                                                   | 3. Aug. 1983                                | Die Wohngebietserschließungsstraße geht südlich von der Raoul-Wallenberg-Straße ab, dann knickt sie nach Osten ab und endet als Sackgasse. In der Umgebung sind mehrere Verkehrswege nach ehemaligen Dörfern oder Gemeinden im Barnimer Land benannt worden. An einem Wohnblockgiebel hat die Wohnungsgesellschaft vier Lebensweisheiten als Sprüche großflächig auf die Kacheln aufbringen lassen. |                                                                                            |
| Thurandtweg (Lage)                | 0220                           | Burg Thurant, Burgruine in Rheinland-Pfalz                                                           | 11. März 1937                               | Zuerst hieß der Weg Straße 110. Er verbindet die Kröver Straße mit dem Eltzbachweg und gabelt sich. In diesem Kleinsiedlungsgebiet tragen mehrere Straßen die Namen von Orten an der Mosel, aus dem die Kolonisten im 18. Jahrhundert nach Marzahn kamen. |                                                                                            |
| Trappenfelder Pfad (Lage)         | 0420                           | Trappenfelde, Ortsteil von Ahrensfelde in Brandenburg                                                | 29. Nov. 1997                               | Der Fuß- und Radweg östlich des Wohngebietes um den Altlandsberger Platz verläuft westlich parallel zur Wuhle und reicht vom Prötzeler Ring bis zur Eisenacher Straße. |                                                                                            |
| Trusetaler Straße (Lage)          | 0560                           | Trusetal, Ortsteil von Brotterode-Trusetal in Thüringen                                              | 9. Juni 1982                                | Die Straße verläuft mehrfach abgewinkelt zwischen einem Erschließungsarm der Wuhletalstraße und der Märkischen Allee; sie besitzt auch einen Anschluss an die Mehrower Allee, auf dem eine breite Straßenbahntrasse verlegt ist, die von einem Fuß- und Radweg begleitet wird. |                                                                                            |
| Valwiger Straße (Lage)            | 0280                           | Valwig, Gemeinde und Weinort in Rheinland-Pfalz                                                      | 11. März 1937                               | Zuerst hieß sie Straße 118. Die Straße liegt in einer Kleinwohnsiedlung, in der zahlreiche Verkehrswege nach Weinorten der hier siedelnden Kolonisten aus dem Moselgebiet benannt worden sind. |                                                                                            |
| Victor-Klemperer-Platz (Lage)     | 0180 × 100                     | Victor Klemperer (1881–1960), Philologe                                                              | 25. Aug. 2005 (in Anwesenheit seiner Witwe) | Bei seiner Anlage erhielt der Stadtplatz keinen Namen. Er liegt nahe am ‚Freizeitforum Marzahn‘, die umgeben wird von der Marzahner Promenade, der Mühlenbecker, Stolzenhagener und Franz-Stenzer-Straße. Der gesamte Fußgängerbereich wird seit Oktober 2010 nach Plänen der Landschaftsarchitektin Ulrike Böhm umgestaltet, der erste symbolische Spatenstich erfolgte direkt am Victor-Klemperer-Platz. Der Platz soll besser wahrnehmbar werden und auch für Kulturveranstaltungen ist er vorgesehen. |                                                                                            |
| Vierlandenstraße (Lage)           | 0310                           | Vierlande, Marschlandschaft im Hamburger Stadtteil Bergedorf                                         | 1923                                        | Um 1920 wurde sie zuerst Goethestraße genannt. Mit der Trassierung der Allee der Kosmonauten wurde 1978 ein östlicher Bereich abgetrennt und erhielt den eigenen neuen Namen Heliosstraße. |                                                                                            |
| Walter-Felsenstein-Straße (Lage)  | 0780                           | Walter Felsenstein (1901–1975), österreichischer Theaterregisseur, Gründer der Komischen Oper Berlin | 6. Mai 1981                                 | Die verschwenkte Straße erschließt das Wohngebiet zwischen Mehrower und Märkische Allee. In der Umgebung sind mehrere Verkehrswege nach Künstlern oder Schriftstellern benannt worden. | Walter-Felsenstein-Straße                                                                  |
| Wiesenburger Weg (Lage)           | 0980                           | Wiesenburg, Gemeinde in Brandenburg                                                                  | 11. Mai 1938                                | Zuerst waren es Am Bahnhof (1927, 1943) und Bahnhofstraße. Um 1970 wurde der östliche Bereich des Wiesenburger Wegs abgetrennt, der Rest erhielt eine südwärtige Anbindung an die Georg-Knorr-Straße bzw. setzt sich unter den Marzahner Brücken als Dahmesweg fort. Hier befindet sich der Parkfriedhof Marzahn mit verschiedenen Ehrenmalen. | Eingang zum Parkfriedhof am Wiesenburger Weg                                               |
| Winninger Weg (Lage)              | 0180                           | Winningen, Gemeinde und Weinort in Rheinland-Pfalz                                                   | 11. März 1937                               | Die Sackgasse geht nordwärts vom Ruwersteig ab; sie ist Bestandteil des Siedlungsgebietes der Kolonisten aus dem Moselgebiet. |                                                                                            |
| Wittenberger Straße (Lage)        | 0860                           | Lutherstadt Wittenberg, Kreisstadt in Sachsen-Anhalt                                                 | 3. Aug. 1983                                | Dieser West-Ost-Straßenzug verläuft von der Märkischen Allee über die Niemegker Straße, dann knickt er mehrfach ab, um sich schließlich nördlich bis zur Wörlitzer Straße fortzusetzen. | Wittenberger Straße                                                                        |
| Wörlitzer Straße (Lage)           | 0510                           | Wörlitz, Ortsteil von Oranienbaum-Wörlitz in Sachsen-Anhalt                                          | 3. Aug. 1983                                | Sie geht im leichten Südbogen von der Havemannstraße ab und schließt an die Flämingstraße an. Das markanteste Bauwerk ist das „Atrium“, dessen Innenhof über die erste Etage reicht und zum Verweilen einlädt. | Wörlitzer Straße                                                                           |
| Wolfener Straße (Lage)            | 1530                           | Wolfen, Ortsteil von Bitterfeld-Wolfen in Sachsen-Anhalt                                             | 2. Apr. 1987                                | Die in Nordost-Südwest-Richtung verlaufende Straße erschließt ein Gewerbegebiet, das ab 1987 hier entstand und nach 1990 noch kräftig erweitert wurde. Das südliche Teilstück ab der Bitterfelder Straße wurde 2007 herausgelöst und erhielt den eigenen Namen Otto-Rosenberg-Straße. Damit wird an ein Zwangslager für Sinti und Roma erinnert, das 1935 auf dieser Fläche angelegt worden war. |                                                                                            |
| Wuhletalstraße (Lage)             | 1990 (1500 + 490 + 360)        | Wuhletal, Niederung des Flusses Wuhle, Ostgrenze des Ortsteils Marzahn                               | 31. Jan. 1992                               | Die Wuhletalstraße ist eine West-Ost-Magistrale zwischen Wolfener Straße, Märkische Allee (die unterquert wird) und dem Straßenzug Blumberger Damm/Kemberger Straße. Sie besitzt zwei südlich parallel verlaufende Nebenarme im Wohngebiet (Bild). | Wuhletalstraße                                                                             |
| Zinndorfer Straße (Lage)          | 0280                           | Zinndorf, Ortsteil von Rehfelde in Brandenburg                                                       | 29. Nov. 1997                               | Die Straße im Wohngebiet um den Altlandsberger Platz verläuft in West-Ost-Richtung. |                                                                                            |
| Zühlsdorfer Straße (Lage)         | 0500                           | Zühlsdorf, Ortsteil der Gemeinde Mühlenbecker Land in Brandenburg                                    | 16. Juli 1980                               | Die Erschließungsstraße liegt westlich der Märkischen Allee. In der Umgebung sind mehrere Verkehrswege nach ehemaligen Dörfern oder Gemeinden im Barnimer Land benannt worden. | Zühlsdorfer Straße                                                                         |
| Zur Alten Börse (Lage)            | 0700                           | ehemalige Viehbörse des Magerviehhofs Friedrichsfelde                                                | 25. März 2015                               | Die Straße verlängert die Kröver Straße über die Beilsteiner Straße hinweg, knickt dann in südlicher Richtung ab und endet an der Marzahner Chaussee. | Bild gesucht BW                                                                            |
| Zur Schönagelstraße (Lage)        | 0140                           | nach der Richtung (Schönagelstraße)                                                                  | 1. Okt. 1993                                | Der lange Jahre namenlose Fußweg, eine Verbindung zur Landsberger Allee, erhielt erst bei der Verlängerung der Schönagelstraße nach Süden eine eigene Bezeichnung. | Zur Schönagelstraße                                                                        |

## Nicht mehr vorhandene Straßen und Plätze
Auswertung und Vergleich von Berliner Adressbüchern verschiedener Jahrgänge 1923, 1925, 1927, 1930, 1939, 1940 und 1943 sowie die Sichtung von Karten des Jahres 1943 und 1944 führten zu folgenden nicht mehr vorhandenen Straßen. Außerdem wurde die Datenbank des Luisenstädtischen Bildungsvereins hinzugezogen.
Unter „Benennung“ und „Aufhebung“ sind das erste und das letzte nachgewiesene Jahr genannt. Die noch fehlenden Informationen sind mit den vorhandenen Quellen nicht zu komplettieren und mit dem Hinweis „keine Angabe“ versehen.
| Name/Lage                                                                 | Namensherkunft | Benennung    | Aufhebung    | Anmerkungen |
| ------------------------------------------------------------------------- | --- | ------------ | ------------ | --- |
| Baumannstraße                                                             | „keine Angabe“ | 1925         | 1939         | |
| Birknersfelder Straße (auch Bürknersfelder Straße und Bürknersfelder Weg) | Bürknersfelde, ehemaliges Vorwerk                                                                                   | 1923         | 1991         | Diese Straße entstand anstelle eines früheren Verbindungsweges durch die Rieselfelder in Falkenberg nach Süden zum Ackergehöft Bürknersfelde. Der Verbindungsweg ist 1894 erstmals aktenkundig belegt. Nach verschiedenen nicht realisierten Planungen erscheint die Bürknersfelder Straße von 1951 bis 1991 in den damaligen Stadtplänen. Ein Teil der Trassierung ist in das Straßennetz des Industriegebietes nördlich der Bitterfelder Straße eingegangen.                                                                             |
| Böhmertstraße                                                             | Wilhelm Böhmert (1829–1919), Grundstücksbesitzer in Marzahn oder Karl Gustav Böhmert (*1878–?), Landwirt in Marzahn | 1925         | um 1980      | Obwohl der Name bereits im Berliner Adressbuch von 1925 eingetragen wurde, geben die Dokumente die amtliche Namensvergabe mit dem 8. März 1935 an. Mit dem Beginn der Neubebauung des Gebietes in den 1980er Jahren entfiel die Straße. |
| Carl-Lehmanns-Weg                                                         | Carl Lehmann, Gärtnereibesitzer in Marzahn                                                                          | 1923         | 1925         | |
| Castroper Straße                                                          | Castrop-Rauxel, Stadt in Nordrhein-Westfalen                                                                        | 8. März 1935 | 1975         | Die Castroper Straße war eine Sackgasse in der Nähe des Wiesenburger Wegs. |
| Celliniweg                                                                | Benvenuto Cellini (1500–1871), italienischer Goldschmied und Bildhauer oder „Cellini“, Apfelsorte                   | 1923         | 1975         | Die umgebenden Verkehrswege sind meist nach Obstsorten benannt, deshalb kommt als Namensgeber eher die Apfelsorte Cellini in Frage. Etwa auf dieser Trasse wurde später ein Teilstück des Blumberger Damms geführt. |
| Dannenfelzer Weg                                                          | A. Dannenfelzer, früherer Oberführer der Freiwilligen Feuerwehr Marzahn                                             | 1925         | um 1975      | Im Gegensatz zu Angaben des Marzahner Heimatvereins ergaben die Recherchen vom Luisenstädtischen Bildungsverein, dass die Straße nach Johann Wendel Dannenfelzer (1721–1776), einem frühen Kolonisten aus der Pfalz, benannt sein soll. – Die Straße wurde bei der Anlage der heutigen Raoul-Wallenberg-Straße aufgehoben und in den neuen Verlauf einbezogen. Sie führte von der Chaussee nach Alt-Landsberg (heute Landsberger Allee, Ecke Allee der Kosmonauten) in nördlicher Richtung in das Gebiet der heutigen Jan-Petersen-Straße. |
| Diels Steg bzw. Dielsteg                                                  | „Diels Butterbirne“, Birnensorte                                                                                    | 1923         | 1978         | Zuerst Straße 17. In die Scheibenbergstraße einbezogen. |
| Dornburger Weg                                                            | Dornburg, Ortsteil der Stadt Dornburg-Camburg in Thüringen                                                          | 8. März 1935 | um 1976      | Zuerst Straße 20. |
| Elisabethstraße                                                           | Elisabeth, weiblicher Vorname                                                                                       | 1939         |              | später nach Biesdorf eingemeindet |
| Erhardtstraße                                                             | „keine Angabe“ | 1923         | 1925         | |
| Evernweg                                                                  | „Deutsch-Evern“, Erdbeersorte                                                                                       | 1923         | 1925         | |
| Fridolinweg                                                               | Fridolin, männlicher Vorname                                                                                        | 1934         | 1943         | später Biesdorf zugeordnet |
| Grievesteg                                                                | James Grieve, Apfelsorte                                                                                            | 1925         | ?            | |
| Gröpplerstraße, auch Gröpplerweg                                          | August Heinrich Gröppler (1811–1885), Siedler in Marzahn                                                            | 1923         | 1943         | |
| Grothestraße                                                              | „keine Angabe“ | 1923         | ?            | |
| Hedelfinger Weg, auch Hedelfinger Straße                                  | Hedelfingen, Stadtbezirk von Stuttgart in Baden-Württemberg                                                         | 1923         | um 1930      | Zuerst Straße 11. Nach 1930 aufgehoben und als unbebaute Fläche in späteren Stadtplänen ausgewiesen. |
| Herzogstraße                                                              | Herzog, Adelstitel                                                                                                  | um 1906      | 24. Mai 1951 | später nach Biesdorf eingemeindet und als Maratstraße neu benannt |
| Heinrich-Haase-Platz                                                      | Heinrich Haae (1825–1902), Gutsbesitzer in Marzahn                                                                  | 1923         | 1929         | Bei der späteren Bebauung aufgehoben; die genaue historische Lage konnte bisher (Stand 2017) nicht rekonstruiert werden. |
| Kantor-Filter-Platz                                                       | Rudolf Filter (siehe Rudolf-Filter-Weg)                                                                             | 1923         | 1925         | Wahrscheinlich war es die inoffizielle Bezeichnung für den Platz um die Dorfkirche Marzahn. |
| Keswicker Weg                                                             | vermutlich nach der Stadt Keswick in England                                                                        | 1923         | 1925         | |
| Knevettssteg                                                              | „Knevetts Riesenhimbeere“, Himbeersorte                                                                             | 1923         | 1978         | Zuerst Straße 18. |
| Lebelsteg oder Lebelssteg:                                                | „Jakob Lebel“, Apfelsorte                                                                                           | 1923         | 1978         | Zuerst Straße 20. |
| Lenzstraße                                                                | „keine Angabe“ | 1923         | 1925         | |
| Lückestraße                                                               | „keine Angabe“ | 1923         | 1925         | |
| Liegels Steg oder Liegelssteg                                             | „Liegels Butterbirne“, Birnensorte                                                                                  | 1925         | ?            | |
| Ludwig-Dubick-Platz                                                       | Ludwig Dubick, Landwirt und erster Gemeindevorsteher von Marzahn (19. Jh.)                                          | 1923         | 1930         | In den Adressbüchern von 1923 und 1929 ist ein Ludwig-Dubick-Platz im Bereich der Dorfstraße/Dorfaue von Marzahn verzeichnet. Als Sehenswürdigkeit wurde im Berliner Adressbuch von 1923 ein Kriegerdenkmal genannt, das noch heute auf dem Kirchvorplatz Alt-Marzahn steht. |
| Mangesdorfstraße                                                          | Mangesdorf: Name einer Kolonistenfamilie aus der Kurpfalz                                                           | 1925         | ?            | |
| Miehlegasse                                                               | „keine Angabe“ | 1923         | 1925         | |
| Nickelstraße                                                              | „keine Angabe“ | 1923         | 1925         | |
| Ontariosteg                                                               | Ontario, Apfelsorte                                                                                                 | 1923         | 1925         | |
| Rieversweg, später auch Riversweg geschrieben                             | Thomas Rivers (19. Jh.), Pomologe                                                                                   | 1925         | 1978         | Zuerst Straße 13. Seit den 1970er Jahren verläuft hier die Allee der Kosmonauten im Abschnitt zwischen Pekrunstraße und Blenheimstraße. |
| Roderjanweg                                                               | Johannes Roderjan (1746–1808), einer der Erstsiedler in Marzahn                                                     | 8. März 1935 | um 1975      | Zuerst Straße 4, die vom Wiesenburger Weg nordwärts parallel zur Strecke der Wriezener Bahn führte. |
| Seuchenhofstraße, auch Seuchenhof (ohne Straße)                           | Seuchenhof, Einrichtung des Magerviehhofs Friedrichsfelde, in dem verdächtige Tiere gehalten wurden                 | 1925         | 1940         | Zuerst Straße 25. Sie lag am Falkenberger Weg, nördlich der heutigen Straße Alt-Marzahn und ist aufgehoben. |
| Völklinger Straße                                                         | Völklingen, Stadt im Saarland                                                                                       | 8. März 1935 |              | Zuerst Straße 25a in der Siedlung Daheim; wurde später nach Biesdorf eingemeindet. |
| Vorstersweg                                                               | „keine Angabe“ | 1925         | ?            | |
| Wustrowstraße                                                             | „keine Angabe“ | 1923         | 1925         | |

## Weitere Örtlichkeiten in Marzahn

### Kleingartenanlagen (Kolonien)

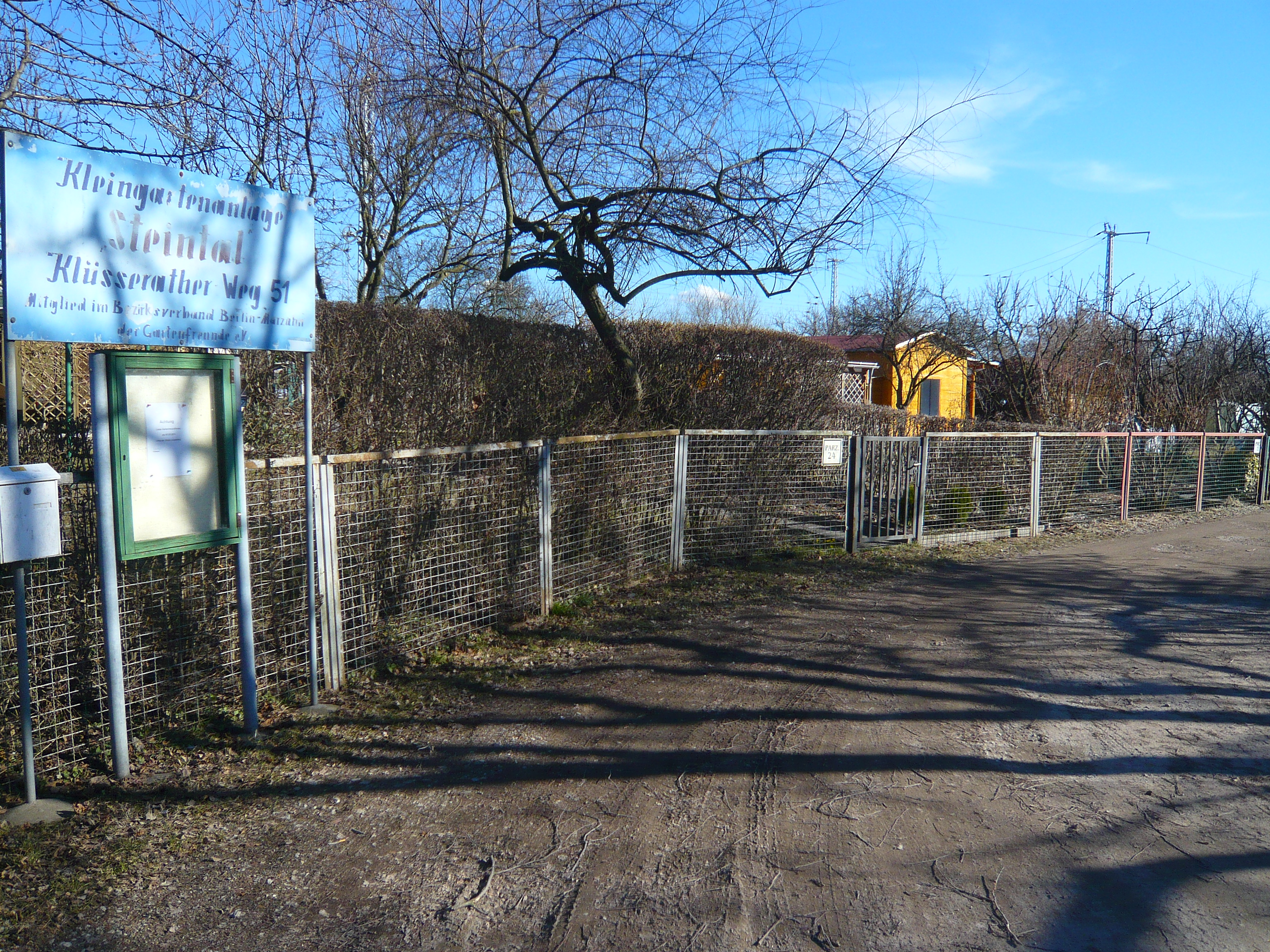
KGA Steintal am Klüsserather Weg

Die wenigen Marzahner Kleingartenanlagen (KGA) unterstehen den Vorschriften des Bundeskleingartengesetzes; ihr Bestand ist im Kleingartenentwicklungsplan der Senatsverwaltung (auf Vorlage der Bezirke) beschrieben. Sie sind Mitglied im Bezirksverband Berlin-Marzahn der Gartenfreunde e. V.
- KGA ,An der Wendeschleife’ (Lage, Schorfheidestraße)[70]
ist eine 1989 gegründete, wenig gesicherte Kleingartenanlage[71] mit 24 Parzellen auf 4958 Quadratmetern landeseigenem Pachtland.
- KGA ,Aufbau’ (Lage, Thurandtweg)[72]
wurde 1946 gegründet und besitzt 98 Parzellen auf 56.528 Quadratmetern landeseigenem Pachtland.[73] Obwohl die Anlage nach Entwicklungsplan nicht dauerhaft gesichert[71] ist, wird die Neuordnung im Einvernehmen festgelegt, da fünf Bewohner mit Dauerwohnrecht in der KGA leben.
- KGA ,Rosengarten’ (Lage, Marzahner Chaussee)[74]
besteht seit 1929. Sie ist mit 52 Parzellen auf 15.273 Quadratmeter landeseigenem Pachtland nicht dauerhaft gesichert.[71] Die Laubenkolonie befindet sich östlich von der Marzahner Chaussee unmittelbar am Bahndamm, südlich der Kolonistensiedlung.
- KGA ,Sorgenfrei’ (Lage, Klüsserather Weg)[75]
besteht seit 1946 und ist mit 29 Parzellen auf 14.610 Quadratmeter privatem Pachtland eine ungesicherte Laubenkolonie der Stufe Ia.[76] Sie ist der KGA ,Am Steintal’ benachbart.
Eigentümer beider KGAn ist die Bahn-Tochter DB Immobilien, die das gesamte Gelände (einschließlich der KGA Aufbau 39.000 Quadratmeter) im März 2017 zum Verkauf angeboten hat. Damit ist die Existenz von 60 Kleingärtnern gefährdet, Bieterschluss ist der 30. April. In den vorhandenen Pachtverträgen ist jedoch ein Bestandsschutz bis mindestens 2020 enthalten. Die Flächen werden im Bezirk Marzahn bereits seit 1994 als Bauland ausgewiesen. Ein Gespräch zwischen allen Beteiligten in den kommenden Wochen soll einen vertretbaren Kompromiss erbringen.[77]
- KGA ,Steintal’ (Lage, Klüsserather Weg)[78]
die 1986 gegründete, wenig gesicherte Anlage[76] besitzt 27 Parzellen auf 8.917 Quadratmetern auf privatem Pachtland.

### Parks und Sonstiges

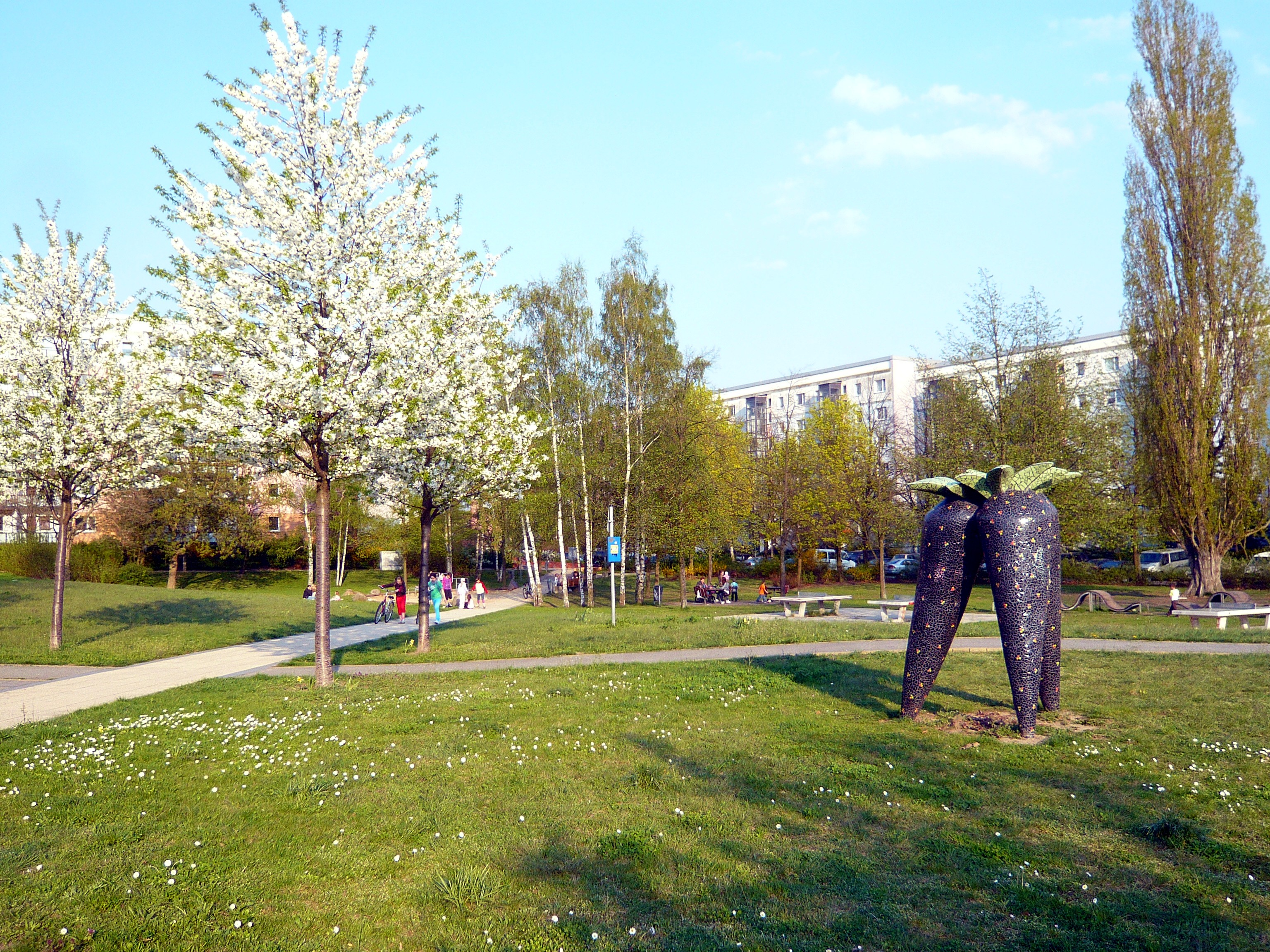
Schwarzwurzel-Park

- Gärten der Welt (Lage), südlich der Eisenacher Straße. Auf dem 43 Hektar großen Parkgelände befinden sich mehrere Gartenanlagen aus verschiedenen Teilen der Welt. Im Jahr 2017 wird hier die IGA stattfinden.
- Bürgerpark Marzahn (Lage), nördlich der Raoul-Wallenberg-Straße und östlich der Paul-Dessau- und Ludwig-Renn-Straße. Im Osten wird er durch eine Straßenbahntrasse parallel zur Lea-Grundig-Straße begrenzt. Der Hönower Weg (Nr. 7 der 20 grünen Hauptwege Berlins) führt durch den Bürgerpark und verbindet ihn mit weiteren Grünflächen und Parks.
- Clara-Zetkin-Park (Lage), zwischen Niemegker, Wittenberger, Wörlitzer und Flämingstraße
- „Hain der Freundschaft“ (Lage), innerhalb dieser im Jahr 1985 so benannten Grünfläche zwischen Allee der Kosmonauten und Blumberger Damm (damals Otto-Buchwitz-Straße) befinden sich seit den späten 1990er Jahren drei Schulen dicht beieinander: Kienberg-Oberschule, Marc-Chagall-Oberschule und Grundschule an der Mühle.
- Heinz-Graffunder-Park (Lage), nach dem Jahr 2000 auf einer Abrissfläche angelegt. Er wurde 2004 nach dem Architekten Heinz Graffunder benannt. Der Park liegt südlich der Marchwitzastraße und wird östlich vom Eugen-Roth-Weg begrenzt.
- Hochzeitspark (Lage), zwischen Ludwig-Renn- und Alfred-Döblin-Straße
- Schwarzwurzelpark (Lage), zwischen Schwarzwurzelstraße und Geraer Ring.
Die hier aufgestellte Skulptur einer Schwarzwurzel (siehe Bild) stammt von der Bildhauerin Christine Gersch und wurde im Jahr 2005 aufgestellt. Das eher unscheinbare Gemüse wurde als Drilling aus Beton geformt, ist insgesamt zwei Meter hoch und ist von einem kleinteiligen Keramikmosaik überzogen.[79]
- Seelbuschgrabenpark (Lage) zu beiden Seiten der Wuhle nördlich der Wuhletalstraße und des Hellersdorfer Weges. Er wird durch die Märkische Allee in einen westlichen und östlichen Teil getrennt. Der Weg Nr. 16 der 20 grünen Hauptwege – Humboldt-Spur – durchzieht den Park.
- Springpfuhlpark (Lage), nördlich des Helene-Weigel-Platzes
- Wellenpark (Lage), gehört zum Landschaftspark Wuhletal und liegt zwischen Hirschfelder Weg und Spitzmühler Straße im Wohngebiet Landsberger Tor.
- Wiesenpark (Lage), gehört zum Landschaftspark Wuhletal und liegt zwischen der Landsberger Allee im Norden, der Wuhle im Osten und der Eisenacher Straße im Süden im Wohngebiet Landsberger Tor.
- Marzahner Mühle (Lage), ein 1994 errichteter Nachbau der ersten Marzahner Windmühle an der Landsberger Allee Ecke Allee der Kosmonauten
- Eastgate, Einkaufszentrum zwischen Märkischer Allee und Marzahner Promenade, für dessen Bau das frühere Kaufhaus Marzahner Tor abgerissen wurde.